# Плутоний
| 94      | Плутоний |
| Pu(244) |          |
| 5f67s2  |          |

Плуто́ний (обозначается символом Pu; атомное число 94) — химический элемент 3-й группы 7-го периода периодической системы химических элементов располагающийся в семействе актиноидов. В виде простого вещества представляет собой тяжёлый хрупкий высокотоксичный радиоактивный металл серебристо-белого цвета.
Для этого элемента характерны существенно отличающиеся от остальных элементов структурные и физико-химические свойства. Плутоний имеет семь аллотропных модификаций при определённых температурах и диапазонах давления: α, β, γ, δ, δ', ε и ζ. Может принимать степени окисления от +2 до +7, основными считаются +4, +5, +6. Плотность варьируется от 19,8 (α-Pu) до 15,9 г/см³ (δ-Pu).
Плутоний не имеет стабильных изотопов. В природе в следовых количествах присутствуют самый долгоживущий изотоп из всех трансурановых элементов 244Pu и его дочерний нуклид 240Pu, а также 239Pu и 238Pu. В окружающей среде находится преимущественно в виде диоксида (PuO2), который в воде менее растворим, чем песок (кварц). Нахождение элемента в природе настолько мало, что его добыча нецелесообразна.
Второй после нептуния (который был ошибочно «получен» в 1934 году группой Энрико Ферми; его первый изотоп 239Np синтезирован и идентифицирован в мае 1940 года Эдвином Макмилланом и Филипом Абельсоном) искусственный элемент, полученный в чрезвычайно маленьких количествах в конце 1940 года в виде изотопа 238Pu.
Первый искусственный химический элемент, производство которого началось в промышленных масштабах (в СССР с 1946 года в Челябинске-40 было создано предприятие по производству оружейного урана и плутония). США, а затем и СССР, были первыми странами, освоившими его получение.
Плутоний получают из природного изотопа урана U238. Общее количество плутония, хранящегося в мире во всевозможных формах, оценивалось в 2003 году в 1239 тонн.
Плутоний используется в производстве ядерного оружия (так называемый «оружейный плутоний»), топлива для ядерных реакторов гражданского и исследовательского назначения и в качестве источника энергии для космических аппаратов. В первой ядерной бомбе в мире, созданной и испытанной в 1945 году в США, использовался плутониевый заряд. Того же типа была и первая атомная бомба, испытанная СССР в 1949 году.
В таблице справа приведены основные свойства для α-плутония. Данная аллотропная модификация является основной для плутония при комнатной температуре и нормальном давлении.
Номера CAS:
- 7440-07-5 для плутония неспецифического состава;
- 13981-16-3 для 238Pu;
- 15117-48-3 для 239Pu;
- 14119-33-6 для 240Pu.

## История

### Открытие
Энрико Ферми вместе со своими сотрудниками в Университете Рима в 1934 году сообщил, что они обнаружили химический элемент с порядковым номером 94. Ферми назвал этот элемент гесперием, сделав таким образом предположение о существовании трансурановых элементов и став их теоретическим первооткрывателем. Он придерживался этой позиции и в своей Нобелевской лекции в 1938 году, однако, узнав об открытии Отто Ганом и Фрицем Штрассманом деления ядра, был вынужден сделать в печатной версии, вышедшей в Стокгольме в 1939 году, примечание, указывающее на необходимость пересмотра «всей проблемы трансурановых элементов». Работа немецких учёных показала, что активность, обнаруженная Ферми в его экспериментах, была обусловлена именно делением, а не открытием трансурановых элементов, как он ранее полагал.

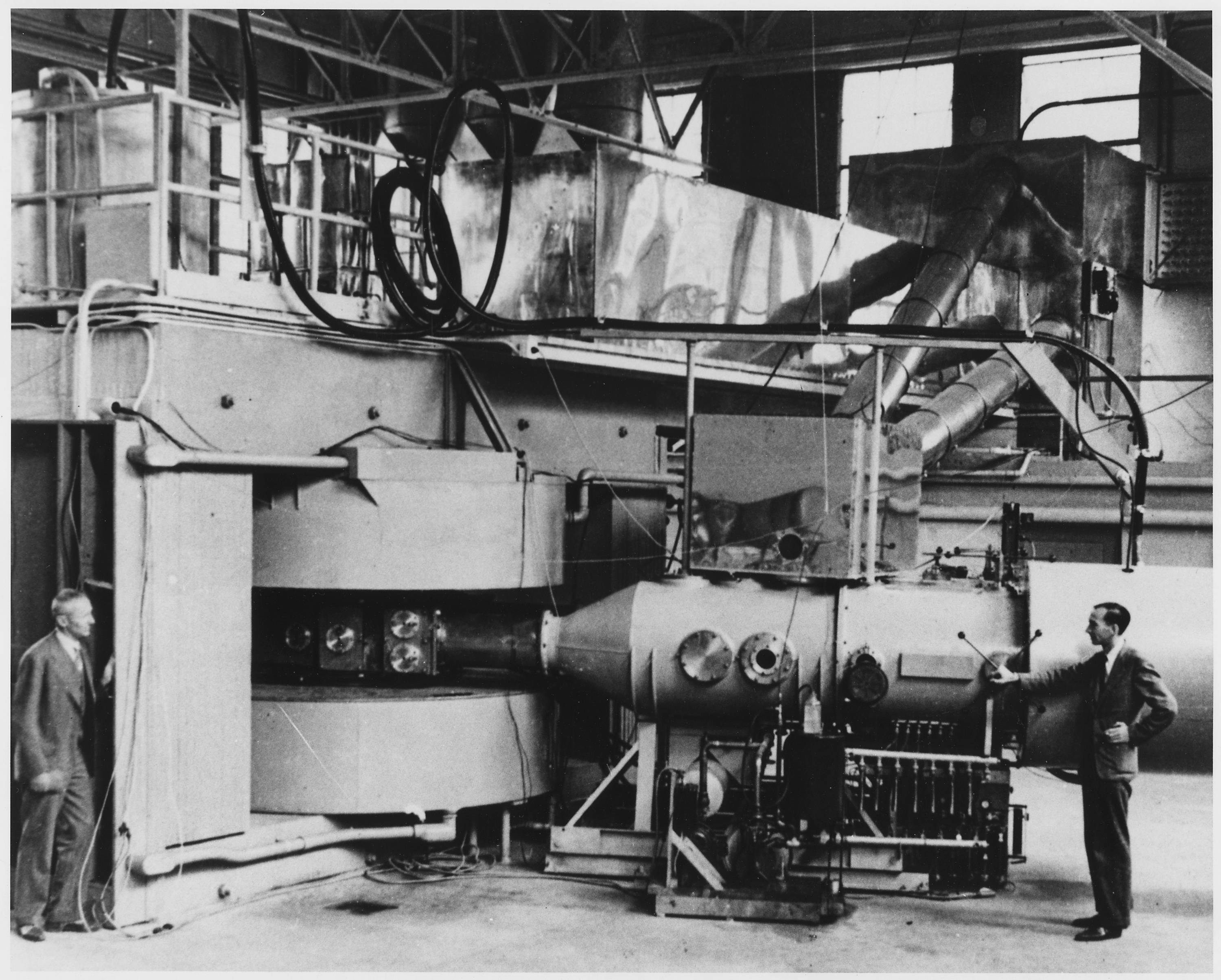
Циклотрон в Беркли, использовавшийся для получения нептуния и плутония.

Открытие плутония группой сотрудников Калифорнийского университета в Беркли под руководством Гленна Т. Сиборга было совершено с помощью 60-дюймового циклотрона. Первая бомбардировка октаоксида триурана-238 (238U3O8) дейтронами, разогнанными в циклотроне до 14—22 МэВ и проходящими через алюминиевую фольгу толщиной 0,002 дюйма (50,8 мкм), была произведена 14 декабря 1940 года. Сравнивая образцы, полученные и выдержанные в течение 2,3 суток, с выделенной фракцией чистого нептуния, учёные обнаружили существенную разницу в их альфа-активностях и предположили, что её рост через двое суток обусловлен влиянием нового элемента, являющегося дочерним по отношению к нептунию. Дальнейшие физические и химические исследования продолжались два месяца. В ночь с 23 на 24 февраля 1941 года был проведён решающий эксперимент по окислению предполагаемого элемента с помощью пероксиддисульфат-ионов и ионов серебра в качестве катализатора, который показал, что нептуний-238 спустя два дня претерпевает бета-минус-распад и образует химический элемент под номером 94 в следующей реакции:
238
92U (d,2n) → 238
93Np → (β−) 238
94Pu

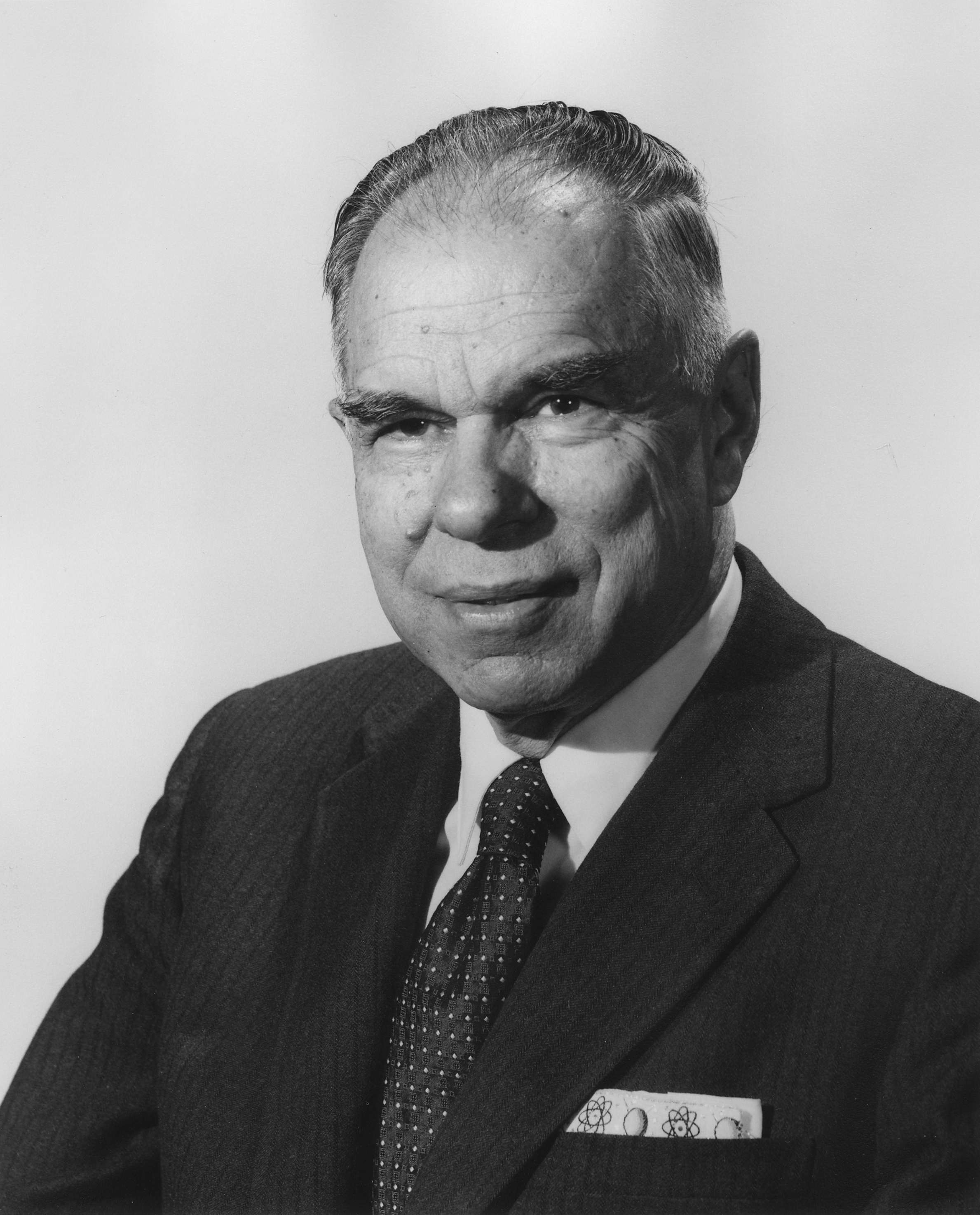
Гленн Теодор Сиборг (1912—1999) вместе с сотрудниками в Беркли впервые синтезировал плутоний. Он был руководителем или ключевым членом команд, получивших ещё восемь элементов: Am, Cm, Bk, Cf, Es, Fm, Md, No. В его честь назван элемент сиборгий. Эдвин Макмиллан и Гленн Сиборг в 1951 году были удостоены Нобелевской премии за «изучение химии трансурановых элементов».

Существование нового химического элемента было подтверждено экспериментально Гленном Т. Сиборгом, Эдвином. М. Макмилланом, Джозефом У. Кеннеди и Артуром Ч. Валем благодаря изучению его первых химических свойств. Было выяснено, что плутоний может находиться, по крайней мере, в двух степенях окисления.
Немного позже было установлено, что этот изотоп является неделящимся (пороговым), а следовательно, неинтересным для дальнейших исследований в военных целях, так как пороговые ядра не могут служить основой цепной реакции деления. Поняв это, физики-ядерщики США направили свои усилия на получение делящегося изотопа-239, который по расчётам должен был быть более мощным источником атомной энергии, чем уран-235. В марте 1941 года 1,2 кг чистейшей соли урана, замурованной в большой парафиновый блок, подвергли в циклотроне бомбардировке нейтронами. На протяжении двух суток длилась бомбардировка урановых ядер, в результате чего были получены приблизительно 0,5 мкг плутония-239. Появление нового элемента, как и было предсказано теорией, сопровождалось потоком альфа-частиц.
28 марта 1941 года проведённые эксперименты показали, что 239Pu способен делиться под действием медленных нейтронов, с сечением, весьма значительно превышающим сечение для 235U, причём нейтроны, полученные в процессе деления, пригодны для получения следующих актов ядерного деления, то есть позволяют рассчитывать на осуществление цепной ядерной реакции. С этого момента были начаты опыты по созданию плутониевой ядерной бомбы и строительства реакторов для его наработки. Первое чистое соединение элемента было получено в 1942 году, а первые весовые количества металлического плутония — в 1943 году.
В работе, отправленной на публикацию в журнал Physical Review в марте 1941 года, был описан метод получения и изучения элемента. Однако публикация этой работы была остановлена после того, как были получены данные, что новый элемент может быть использован в ядерной бомбе. Публикация работы произошла лишь спустя год после Второй мировой войны из соображений безопасности и с некоторыми корректировками.
В нацистской Германии исследователи атома также не оставались бездеятельными. В лаборатории Манфреда фон Арденне были разработаны методы получения 94-го элемента. В августе 1941 года физик Фриц Хоутерманс закончил свой секретный доклад «К вопросу о развязывании цепных ядерных реакций». В нём он указывал на теоретическую возможность изготовления в урановом «котле» нового взрывчатого вещества из природного урана.

### Происхождение названия

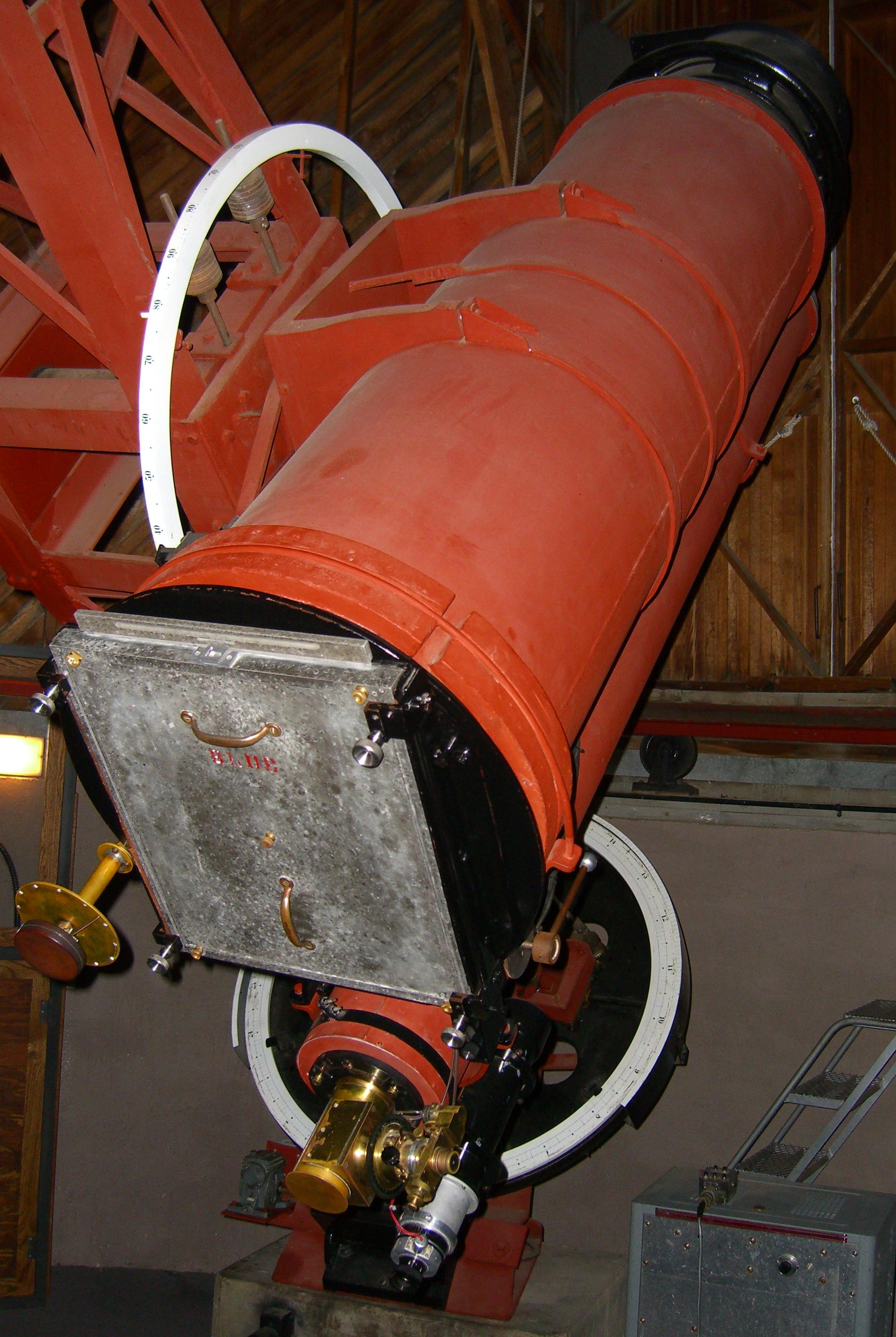
С помощью этого астрографа были получены первые снимки Плутона.

В 1930 году была открыта новая планета, о существовании которой давно говорил Персиваль Ловелл — астроном, математик и автор фантастических очерков о жизни на Марсе. На основе многолетних наблюдений за движениями Урана и Нептуна он пришёл к заключению, что за Нептуном в Солнечной системе должна быть ещё одна, девятая планета, располагающаяся от Солнца в 40 раз дальше, чем Земля. Элементы орбиты новой планеты были им рассчитаны в 1915 году. Плутон был обнаружен на фотографических снимках, полученных 21, 23 и 29 января 1930 года астрономом Клайдом Томбо в обсерватории Лоуэлла во Флагстаффе (США). Планета была открыта 18 февраля 1930 года. Название планете было дано одиннадцатилетней школьницей из Оксфорда Венецией Бёрни. В греческой мифологии Аид (в римской — Плутон) является богом царства мёртвых.
Первое печатное упоминание термина плутоний датируется 21 марта 1942 года. Название 94-му химическому элементу было предложено Артуром Валем и Гленном Сиборгом. В 1948 году Эдвин Макмиллан предложил назвать 93-й химический элемент нептунием, так как планета Нептун — первая за Ураном. По аналогии в честь второй планеты за Ураном, Плутона, был назван плутоний. Открытие плутония произошло через 10 лет после открытия карликовой планеты (примерно такой же отрезок времени понадобился на открытие Урана и на именование 92-го химического элемента).
Первоначально Сиборг предложил назвать новый элемент «плутием», однако позже решил, что название «плутоний» звучит лучше. Для обозначения элемента он в шутку привёл две буквы «Pu» — это обозначение представилось ему наиболее приемлемым в периодической таблице. Также Сиборгом были предложены некоторые другие варианты названий, например, ультимий (англ. ultimium от лат. ultimus — последний), экстремий (extremium от лат. extremus — крайний), из-за ошибочного в то время суждения, что плутоний станет последним химическим элементом в периодической таблице. Однако элемент назвали «плутоний» в честь последней планеты Солнечной системы.

### Первые исследования
После нескольких месяцев первоначальных исследований химических свойств плутония было выявлено, что они во многом схожи с таковыми у урана. Дальнейшие исследования были продолжены в секретной металлургической лаборатории Чикагского университета (лаборатория Джона Герберта Джонса). В результате работ Каннингема и Вернера 18 августа 1942 года был выделен первый микрограмм чистого соединения плутония из 90 кг уранилнитрата, облучённого нейтронами на циклотроне. 10 сентября 1942 года — спустя месяц, на протяжении которого учёные увеличивали количество соединения — произошло взвешивание. Этот исторический образец весил 2,77 мкг и представлял собой диоксид плутония. В настоящее время он хранится в Лоуренсовском зале в Беркли. К концу 1942 года было накоплено 500 мкг соли элемента. Для более подробного изучения нового элемента в США было сформировано несколько групп:
- группа учёных, которая должна была выделить чистый плутоний химическими методами (Лос-Аламос: Джозеф У. Кеннеди, Артур Ч. Валь и другие);
- группа, которая изучала поведение плутония в растворах, включая изучение его степеней окисления, потенциалов ионизации и кинетику реакций (Беркли: Уэнделл М. Латимер[англ.], Роберт Э. Конник и другие);
- группа, которая изучала химию комплексообразования ионов плутония (Айова: группа под руководством Фрэнка Г. Спеддинга) и другие группы.

В ходе исследований было установлено, что плутоний может находиться в степенях окисления от +3 до +6, и что более низшие степени окисления, как правило, более стабильны по сравнению с нептунием. Тогда же было установлено сходство химических свойств плутония и нептуния. В 1942 году неожиданным стало открытие Стэна Томсона, входящего в группу Гленна Сиборга, которое показало, что четырёхвалентный плутоний получается в бо́льших количествах при нахождении в кислом растворе в присутствии фосфата висмута(III) (BiPO4). В дальнейшем это привело к изучению и применению висмут-фосфатного метода экстракции плутония. В ноябре 1943 года некоторые количества фторида плутония(III) (PuF3) были подвергнуты разделению для получения чистого образца элемента в виде нескольких микрограммов мелкодисперсного порошка. Впоследствии были получены образцы, которые можно было бы рассмотреть невооружённым глазом.

Первый циклотрон в СССР, использовавшийся для получения плутония.

В СССР первые опыты по получению 239Pu были начаты в 1943—1944 годах под руководством академиков И. В. Курчатова и В. Г. Хлопина. В короткий срок в СССР были выполнены обширные исследования свойств плутония. В начале 1945 года на первом в Европе циклотроне, построенном в 1937 году в Радиевом институте, был получен первый советский образец плутония путём нейтронного облучения ядер урана. В городе Озёрск с 1945 года началось строительство первого промышленного ядерного реактора по производству плутония, первый объект ПО Маяк, пуск которого был осуществлён 19 июня 1948 года.

### Производство в Манхэттенском проекте

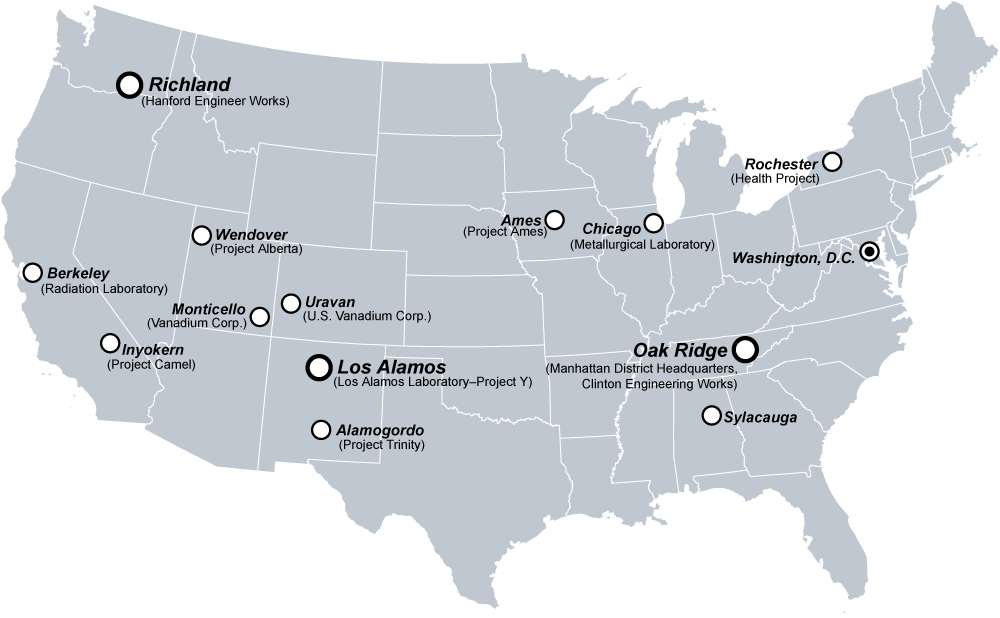
Наиболее важные места для Манхэттенского проекта.

Манхэттенский проект берёт своё начало с так называемого письма Эйнштейна Рузвельту, в котором внимание президента обращалось на то, что нацистская Германия ведёт активные исследования, в результате которых может вскоре обзавестись атомной бомбой. В результате положительного ответа Франклина Рузвельта в США был образован Манхэттенский проект.
Во время Второй мировой войны целью проекта являлось создание ядерной бомбы. Проект атомной программы (англ. atomic program), из которой образовался Манхэттенский проект, был одобрен и одновременно создан указом Президента США 9 октября 1941 года. Свою деятельность Манхэттенский проект начал 12 августа 1942 года. Тремя его основными направлениями являлись:
- организация производства плутония на территории Хэнфордского комплекса;
- организация обогащения урана в городе Ок-Ридж, штат Теннесси;
- исследования в области ядерного оружия и создания атомной бомбы на территории Лос-Аламосской национальной лаборатории.

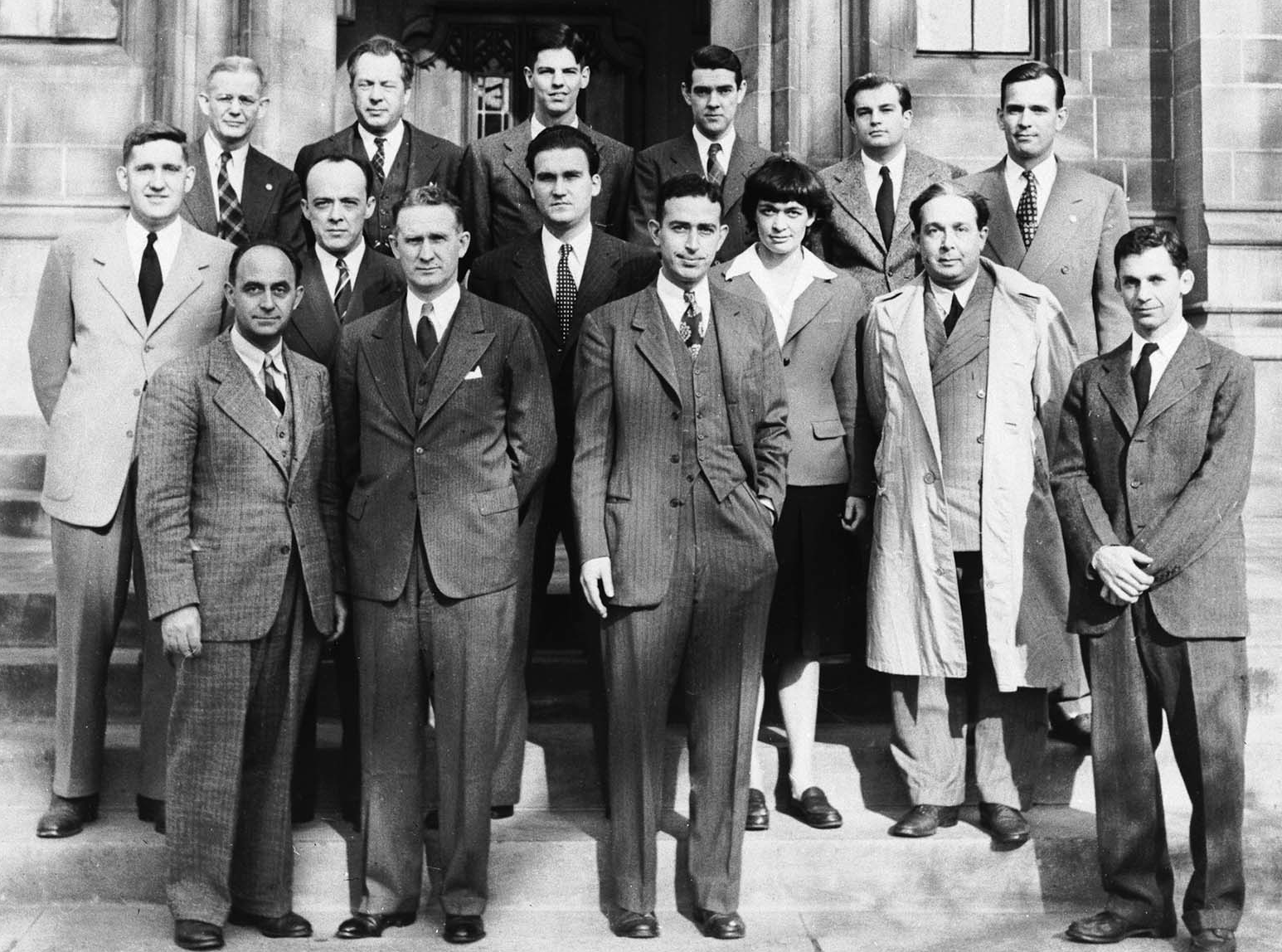
Памятная фотография учёных, принимавших участие на Чикагской поленнице-1. В первом ряду, второй справа: Лео Силлард; первый слева: Энрико Ферми.

Первым ядерным реактором, позволявшим получать бо́льшие количества элемента по сравнению с циклотронами, была Чикагская поленница-1. Он был введён в эксплуатацию 2 декабря 1942 года благодаря Энрико Ферми и Лео Силларду (последнему принадлежит предложение об использовании графита как замедлителя нейтронов); в этот день была произведена первая самоподдерживающаяся ядерная цепная реакция. Для производства плутония-239 использовались уран-238 и уран-235. Реактор был сооружён под трибунами стадиона Stagg Field Чикагского университета. Он состоял из 6 тонн металлического урана, 34 тонн оксида урана и 400 тонн «чёрных кирпичей» графита. Единственным, что могло остановить цепную ядерную реакцию, были стержни из кадмия, которые хорошо захватывают тепловые нейтроны и, как следствие, могут предотвратить возможное происшествие. Из-за отсутствия радиационной защиты и системы охлаждения его диапазон используемой мощности (по суммарному тепловыделению) был всего 0,5—200 Вт.

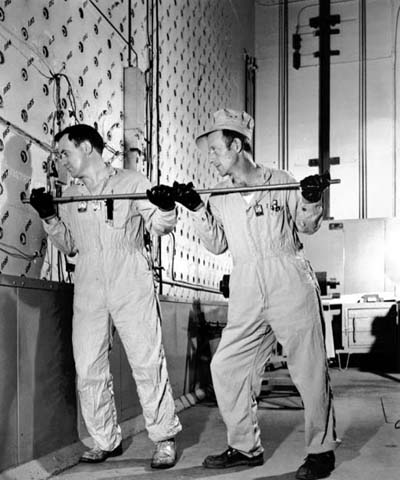
Работники на графитовом реакторе X-10.

Вторым реактором, который позволил получать плутоний-239, был Графитовый реактор X-10. Он был введён в эксплуатацию 4 ноября 1943 года (строительство длилось 11 месяцев) в городе Ок-Ридж, в настоящее время он располагается на территории Ок-Риджской национальной лаборатории. Этот реактор был вторым в мире после Чикагской поленницы-1 и первым реактором, который был создан в продолжении Манхэттенского проекта. Реактор был первым шагом на пути к созданию более мощных ядерных реакторов (на территории Хэнфорда, Вашингтон), то есть он был экспериментальным. Окончание его работы наступило в 1963 году. С 1980-х годов он стал открыт для посещения, и на сегодняшний день является одним из старейших ядерных реакторов в мире.
Пятого апреля 1944 года Эмилио Сегре получил первые образцы плутония, произведённого в реакторе X-10. В течение 10 дней он обнаружил, что концентрация плутония-240 в реакторе очень высока, по сравнению с циклотронами. Данный изотоп имеет очень высокую способность к спонтанному делению, в результате чего повышается общий фон нейтронного облучения. На данном основании был сделан вывод, что использование особо чистого плутония в ядерной бомбе пушечного типа, в частности, в бомбе Худой, может привести к преждевременной детонации. Благодаря тому, что технология разработок ядерных бомб всё более улучшалась, было установлено, что для ядерного заряда лучше всего использовать имплозионную схему с зарядом сферической формы.

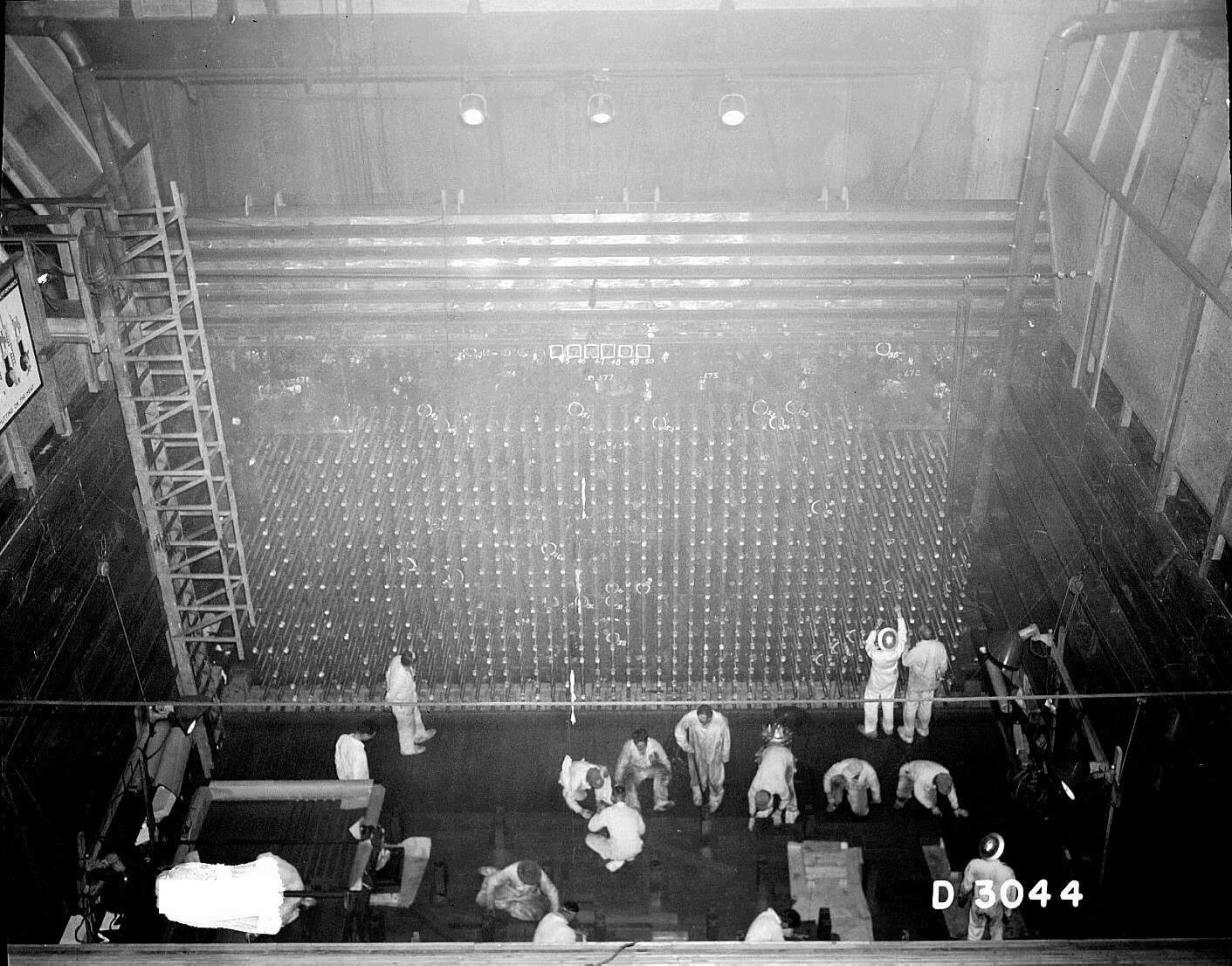
Строительство реактора B — первого ядерного реактора, способного получать плутоний в промышленном масштабе.

Первым промышленным ядерным реактором по производству 239Pu является реактор B, расположенный в США. Строительство началось с июня 1943 года и закончилось в сентябре 1944 года. Мощность реактора составила 250 МВт (в то время как у X-10 всего 1000 кВт). В качестве теплоносителя в этом реакторе впервые применялась вода. Реактор B (вместе с реактором D и реактором F — остальными двумя) позволил получить плутоний-239, который был впервые использован в испытании Тринити. Ядерные материалы, полученные на этом реакторе, были использованы в бомбе, сброшенной на Нагасаки 9 августа 1945 года. Построенный реактор был закрыт в феврале 1968 года и расположен[прояснить] в пустынном районе штата Вашингтон, недалеко от города Ричланд.

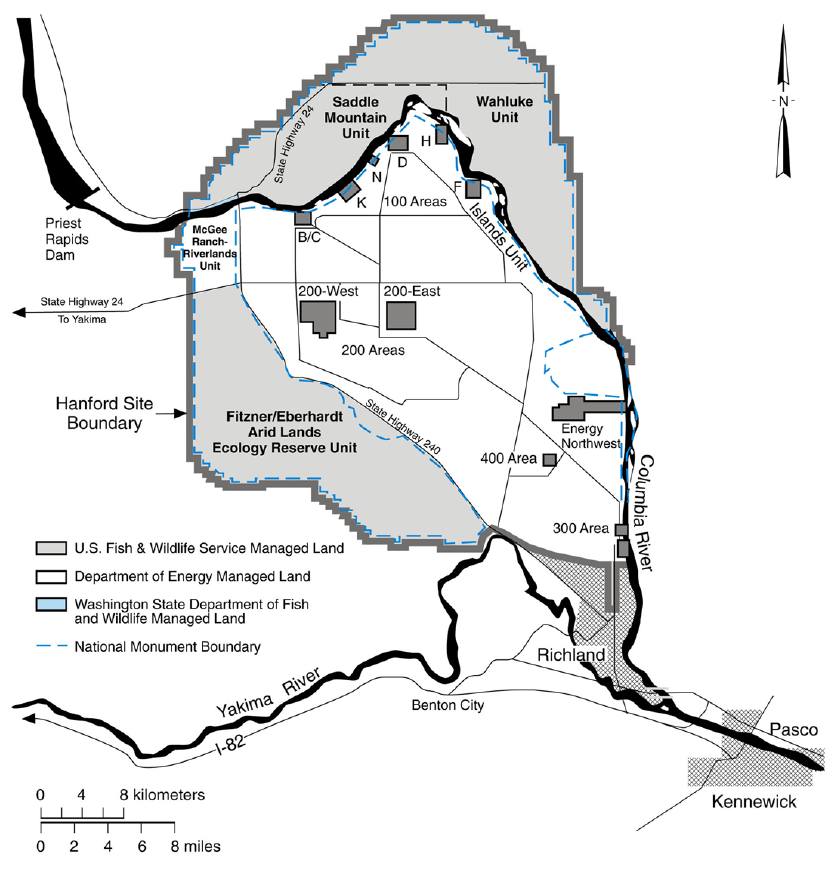
Хэнфордский комплекс. Реакторы B, D, F и др. расположены вдоль течения реки в верхней части схемы.

В ходе Манхэттенского проекта на базе Хэнфордского завода было создано множество объектов предназначенных для получения, хранения, переработки и использования ядерных материалов. Данный комплекс был основан в 1943 году для производства плутония и закрыт в 1988 году вместе с окончанием производства. На его территории был создан полигон ядерных отходов, где в данный момент находится около 205 кг изотопов плутония (239Pu—241Pu). В нём было создано множество сооружений для изоляции девяти ядерных реакторов наработки плутония и вспомогательных построек, которые загрязняли окружающую среду. Также были созданы технологические линии, главной целью которых было отделение урана от плутония химическими методами. В 2004 году в результате раскопок на территории завода были обнаружены захоронения, в числе которых был также найден образец оружейного плутония в стеклянном сосуде. Этот образец оружейного плутония был оценён как самый ранний из ныне существующих, и был исследован Тихоокеанской национальной лабораторией. Результаты показали, что этот образец был создан на графитовом реакторе X-10 в 1944 году. После закрытия завода с его территории (по состоянию на 2009 год) было утилизировано более 20 тонн плутония, который был преобразован в безопасные формы с целью предотвращения ядерного деления.
Один из участников проекта (Алан Мэй) был причастен к тайной передаче чертежей о принципах устройства урановой и плутониевой бомб, а также образцов урана-235 и плутония-239.

### Тринити и Толстяк
Первое ядерное испытание под названием Тринити, проведённое 16 июля 1945 года возле города Аламогордо, Нью-Мексико, использовало плутоний в качестве ядерного заряда. В Штучке (взрывное устройство) использовались обычные линзы для того, чтобы сжать плутоний для достижения критических размеров и плотности. Это устройство было создано для пробы нового типа ядерной бомбы «Толстяк» на основе плутония. Одновременно с этим из Ежа начали поступать нейтроны для ядерной реакции. Устройство было сделано из полония и бериллия, поскольку этот источник применялся в первом поколении ядерных бомб, так как в то время единственным источником нейтронов считалась эта композиция. Вся эта композиция позволила достичь мощного ядерного взрыва. Полная масса бомбы, использованной при ядерном испытании Тринити, составляла 6 тонн, хотя в ядре бомбы было всего 6,2 кг плутония, а предполагаемая высота для взрыва над городом составляла 225—500 м. Приблизительно 20 % использованного плутония в этой бомбе составило 20 000 тонн в тротиловом эквиваленте.
Бомба Толстяк была сброшена на Нагасаки 9 августа 1945 года. В результате взрыва моментально погибло 70 тыс. человек и ранено ещё 100 тыс. Она имела схожий механизм: сделанное из плутония ядро помещалось в сферическую алюминиевую оболочку, которая обкладывалась химической взрывчаткой. Во время детонирования оболочки плутониевый заряд сжимался со всех сторон и его плотность перерастала критическую, после чего начиналась цепная ядерная реакция. В Малыше, сброшенном на Хиросиму тремя днями ранее, использовался уран-235, но не плутоний. Япония 15 августа подписала соглашение о капитуляции. После этих случаев в СМИ было опубликовано сообщение о применении нового химического радиоактивного элемента — плутония.

### Холодная война
Большие количества плутония были произведены во время Холодной войны США и СССР. Реакторы США, находящиеся в Savannah River Site (Северная Каролина) и Хэнфорде, во время войны произвели 103 тонны плутония, в то время как СССР произвёл 170 тонн оружейного плутония. На сегодня около 20 тонн плутония в ядерной энергетике производится как побочный продукт ядерных реакций. На 1000 тонн плутония, находящегося в хранилищах, приходится 200 тонны плутония, извлечённого из ядерных реакторов. На 2007 год СИИПМ оценил мировое количество плутония в 500 тонн, который примерно одинаково разделён на оружейные и энергетические нужды.

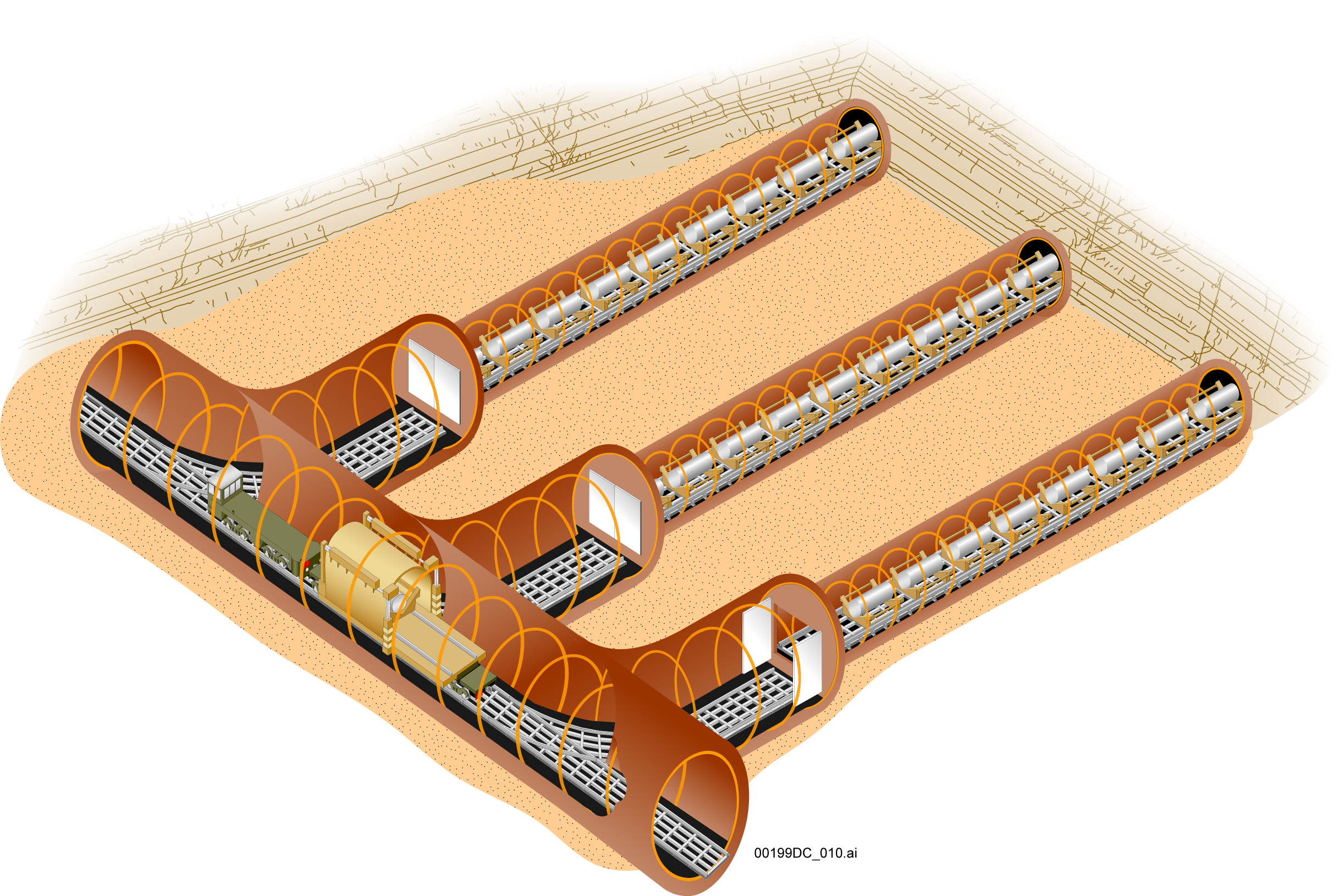
Предполагаемая схема туннельного хранилища ядерных отходов в репозитории Юкка Маунтин.

Сразу же по окончании Холодной войны все ядерные запасы стали проблемой распространения ядерного оружия. Например, в США из извлечённого из ядерного оружия плутония были сплавлены двухтонные блоки, в которых элемент находится в виде инертного оксида плутония(IV). Данные блоки застеклены боросиликатным стеклом с примесью циркония и гадолиния. Затем эти блоки были покрыты нержавеющей сталью и захоронены на глубине 4 км. Местная и государственная власть США не позволила складировать ядерные отходы в гору Юкка. В марте 2010 года власти США решили отозвать лицензию на право складировать ядерные отходы. Тогда Президент США Барак Обама предложил провести ревизию политики хранения отходов и предоставить рекомендации по разработке новых эффективных методов по контролю над отработанным топливом и отходами.

### Медицинские эксперименты

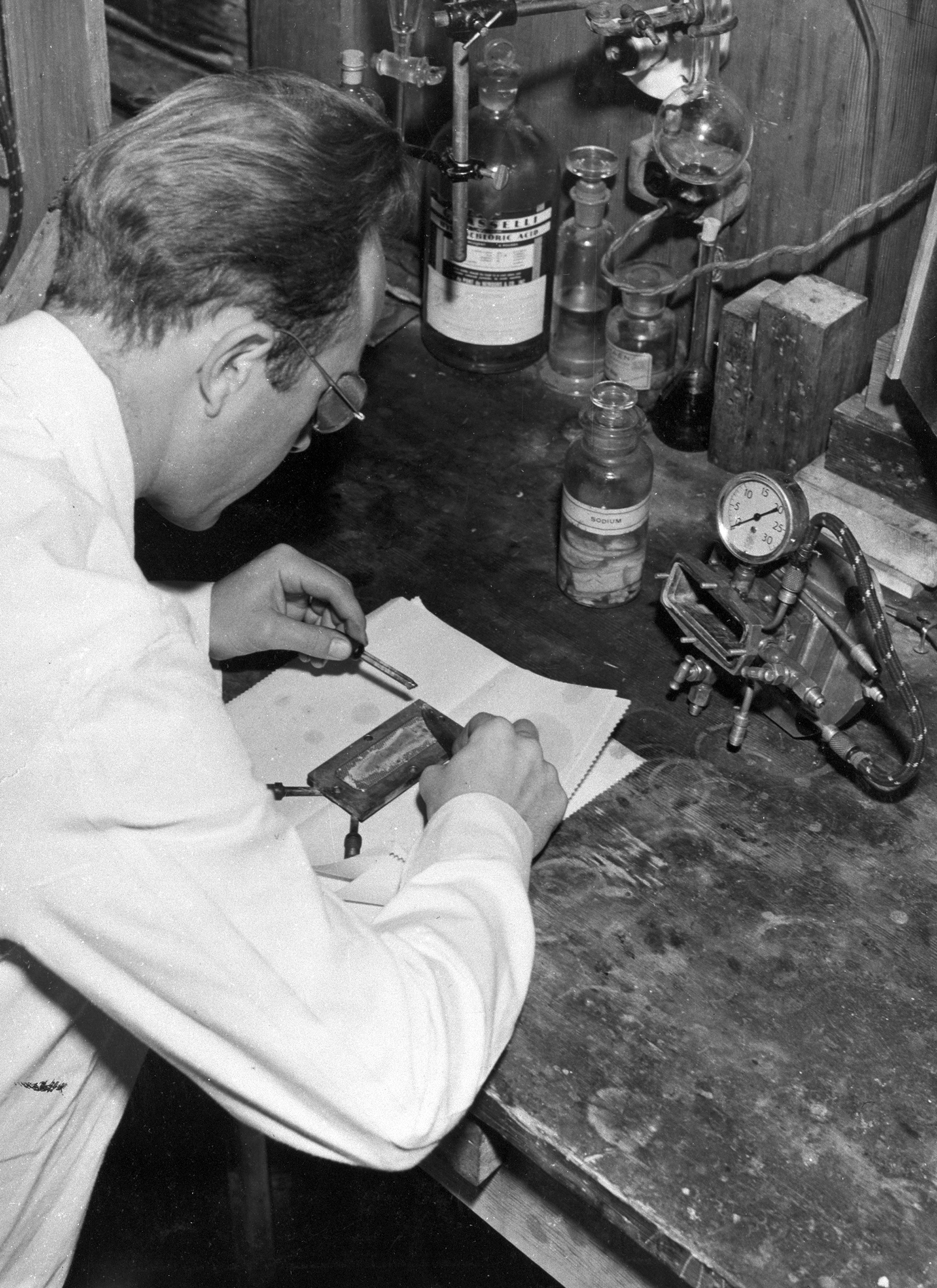
Джозеф Гилберт Гамильтон

На протяжении Второй мировой войны и после её окончания учёные проводили эксперименты на животных и людях, вводя внутривенно дозы плутония. Исследования на животных показали, что несколько миллиграммов плутония на килограмм веса — смертельная доза. «Стандартная» смертельная доза составляла 5 мкг плутония, а в 1945 году это значение скорректировали до 1 мкг, поскольку было установлено, что плутоний склонен к накоплению в костной ткани, и из-за этого более опасен, чем радий.
18 испытаний плутония на людях были проведены в США под руководством Джозефа Гилберта Гамильтона без предварительного согласия испытуемых для того, чтобы выяснить, где и как концентрируется плутоний в человеческом организме, и выработать стандарты безопасности обращения с ним. Первые места, в которых проводились эксперименты в рамках Манхэттенского проекта, были: Хэнфорд, Беркли, Лос-Аламос, Чикаго, Ок-Ридж, Рочестер.

## Свойства

### Физические свойства

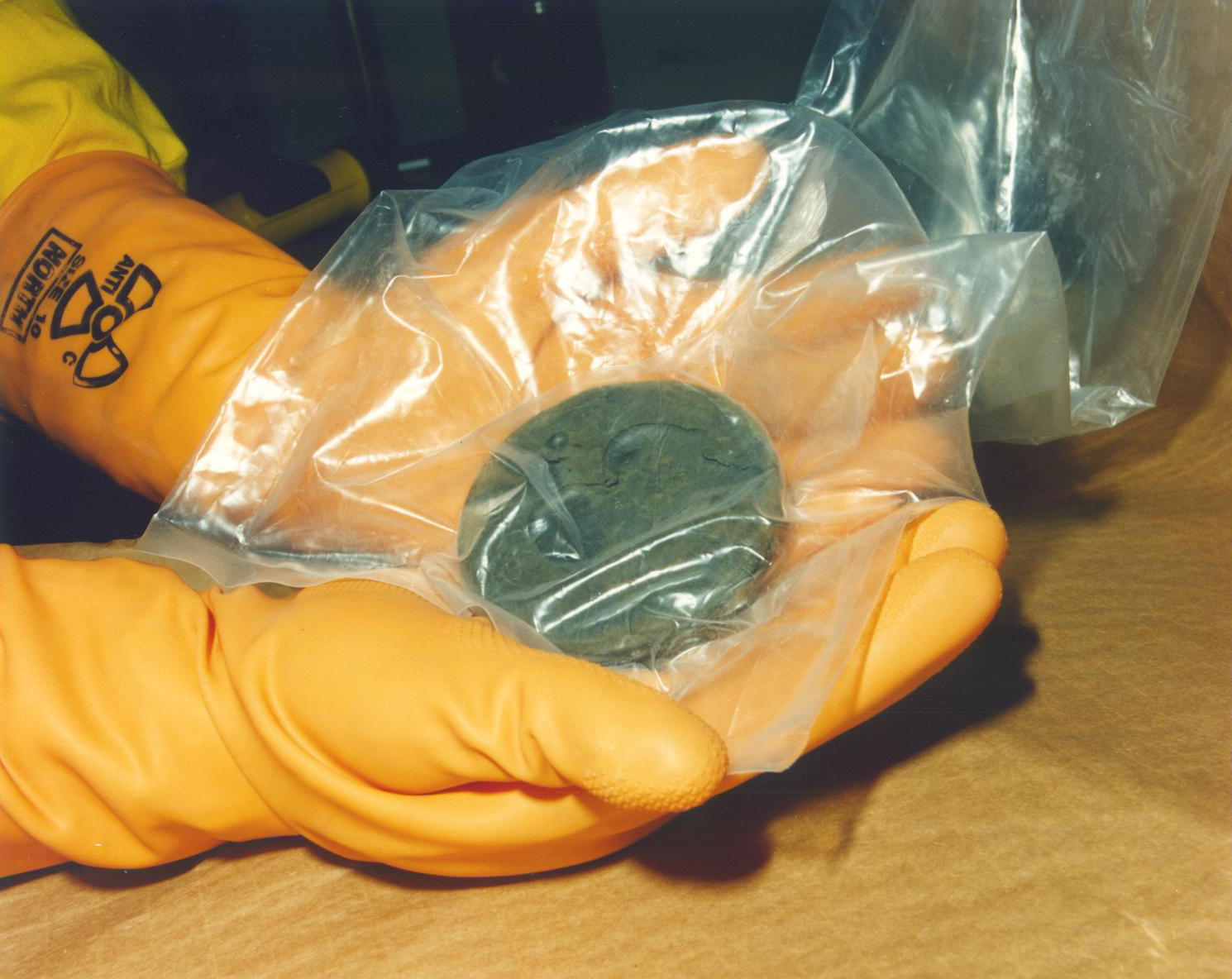
Плутоний в пакете.

Плутоний, как и большинство металлов, имеет яркий серебристый цвет, похожий на никель или железо, но на воздухе достаточно быстро окисляется, меняя свой цвет сначала на бронзовый, затем на синий цвет закалённого металла, и после превращается в тусклый чёрный или зелёный цвет из-за образования рыхлого оксидного покрытия. Также есть сообщения об образовании оксидной плёнки жёлтого и оливкового цвета. При комнатной температуре плутоний находится в α-форме — это наиболее распространённая для плутония аллотропная модификация. Данная структура примерно такая же жёсткая, как серый чугун, если она не легирована другими металлами, которые могут придавать сплаву пластичность и мягкость. По сравнению с большинством металлов, плутоний имеет нетипично низкие значения удельной тепло- и электропроводности.
Плутоний имеет аномально низкую для актиноидов температуру плавления (примерно 640 ℃) в сочетании с высокой температурой кипения (3235 ℃).
| Фаза                 | α     | β     | γ      | δ      | δ’     | ε      |
| T, K                 | 298   | 366   | 508    | 593    | 738    | 763    |
| Атомный радиус, нм   | 0,158 | 0,160 | 0,1601 | 0,1640 | 0,1638 | 0,1622 |
| Радиус при 298 K, нм | 0,158 | 0,159 | 0,1589 | 0,1644 | 0,1644 | 0,1594 |

| Изотоп                                   | 238Pu  | 239Pu   | 240Pu | 241Pu   | 242Pu    |
| Эффективное поперечное сечение, 10−28 м² | 403±10 | 1028±13 | 287±7 | 1400±80 | 18,6±0,8 |

| Фаза | T, K                  | ρ, мкОм·м                           | α·10−3, K−1                              |
| α    | 26 50 100 150 273 376 | 0,648 1,280 1,569 1,535 1,465 1,414 | +18,405 (26—50 K) и −0,418 (126—273 K) — |
| β    | 420                   | 1,085                               | −0,62                                    |
| γ    | 505                   | 1,078                               | −0,50                                    |
| δ    | 625                   | 1,004                               | +0,72                                    |
| δ’   | 735                   | 1,021                               | +4,43                                    |

| Фаза | T, K       | среднее значение e, мкВ/K |
| α    | 20 100 300 | 1,75 9,8 11,5             |
| β    | 400        | 9,1                       |
| γ    | 500        | 8,4                       |
| δ    | 600        | 3,0                       |
| δ’   | 725        | 2,3                       |
| ε    | 800        | 3,5                       |

| Фаза                 | α     | β     | γ      | δ      | δ’     | ε      |
| T, K                 | 298   | 366   | 508    | 593    | 738    | 763    |
| Атомный радиус, нм   | 0,158 | 0,160 | 0,1601 | 0,1640 | 0,1638 | 0,1622 |
| Радиус при 298 K, нм | 0,158 | 0,159 | 0,1589 | 0,1644 | 0,1644 | 0,1594 |

| Изотоп                                   | 238Pu  | 239Pu   | 240Pu | 241Pu   | 242Pu    |
| Эффективное поперечное сечение, 10−28 м² | 403±10 | 1028±13 | 287±7 | 1400±80 | 18,6±0,8 |

| Фаза | T, K                  | ρ, мкОм·м                           | α·10−3, K−1                              |
| α    | 26 50 100 150 273 376 | 0,648 1,280 1,569 1,535 1,465 1,414 | +18,405 (26—50 K) и −0,418 (126—273 K) — |
| β    | 420                   | 1,085                               | −0,62                                    |
| γ    | 505                   | 1,078                               | −0,50                                    |
| δ    | 625                   | 1,004                               | +0,72                                    |
| δ’   | 735                   | 1,021                               | +4,43                                    |

| Фаза | T, K       | среднее значение e, мкВ/K |
| α    | 20 100 300 | 1,75 9,8 11,5             |
| β    | 400        | 9,1                       |
| γ    | 500        | 8,4                       |
| δ    | 600        | 3,0                       |
| δ’   | 725        | 2,3                       |
| ε    | 800        | 3,5                       |

Как и у остальных металлов, коррозия плутония увеличивается с повышением влажности. В некоторых исследованиях сообщается, что влажный аргон может быть более сильной корродирующей смесью для плутония, чем чистый кислород, что связано с тем, что аргон не реагирует с плутонием, и, как следствие, плутоний начинает растрескиваться от воздействия паров воды без образования плотного слоя оксидов, замедляющих окисление.

Диаграмма плотности плутония.

Альфа-распад, который сопровождается испусканием ядер гелия, даёт наибольший вклад в радиоактивность из всех типов радиоактивного распада изотопов плутония. Тепло, производимое благодаря распаду ядер и испусканию ими альфа-частиц, делает плутоний тёплым на ощупь.

Строение атома плутония. Электронная конфигурация внешних оболочек 5s^{}p^{6}d^{10}f^{6}6s^{}p^{6}7s^{}.

Электрическое сопротивление характеризует способность материала проводить электрический ток. Удельное сопротивление плутония при комнатной температуре очень велико для металла, и эта особенность усиливается с понижением температуры, что для большинства металлов и их сплавов не свойственно. Эта тенденция продолжается вплоть до 100 K; при дальнейшем понижении температуры удельное электрическое сопротивление плутония уменьшается. С понижением температуры ниже 20 K удельное электрическое сопротивление опять начинает возрастать, что связано с радиоактивностью металла, причём данное свойство сильно зависит от изотопного состава образца.
Плутоний обладает самым высоким удельным электрическим сопротивлением среди всех изученных на данный момент актиноидов, которое составляет 150 мкОм·см (при +22 ℃). Его твёрдость составляет 261 кг/мм³ (для α-Pu).
Благодаря тому, что плутоний радиоактивен, он со временем претерпевает изменения в своей кристаллической решётке. Плутоний претерпевает некое подобие отжига также благодаря самооблучению из-за повышения температуры выше 100 K.
В отличие от большинства материалов, плотность плутония увеличивается на 2,5 % при нагревании его до температуры плавления, в то время как у большинства металлов наблюдается уменьшение плотности при повышении температуры. Ближе к точке плавления жидкий плутоний имеет очень высокий показатель поверхностного натяжения и самую высокую вязкость среди других металлов. Характерной особенностью плутония является его увеличение плотности при нагревании от 310 до 480 ℃, в отличие от других металлов.

### Аллотропные модификации
Плутоний имеет семь аллотропных модификаций. Шесть из них (см. рисунок выше) существуют при обычном давлении, а седьмая — только при высокой температуре и определённом диапазоне давления. Эти модификации, которые различаются по своим структурным характеристикам и показателями плотности, имеют очень похожие значения внутренней энергии. Это свойство делает плутоний очень чувствительным к колебаниям температуры и давления, и приводит к скачкообразному изменению своей структуры и свойств при фазовых переходах. Показатель плотности всех аллотропных модификаций плутония варьируется от 15,9 г/см³ до 19,86 г/см³. Наличие многих аллотропных модификаций у плутония делает его обработку весьма трудной, так как он претерпевает фазовые переходы. Причины существования столь многих сильно отличающихся по свойствам аллотропных модификаций у плутония пока не совсем ясны.
Первые три кристаллические модификации — α-, β- и γ-Pu — обладают сложной кристаллической структурой с четырьмя ярко выраженными связями ковалентного характера. Другие — δ-, δ’- и ε-Pu — более высокотемпературные модификации характеризуются более простой структурой.
Альфа-модификация плутония стабильна при комнатной температуре при условии отсутствия легирования и какой-либо тепловой или механической обработки. Она имеет похожие на чугун физические характеристики, однако имеет свойство превращаться в пластичный материал и образовывать ковкую β-форму при более высоких интервалах температуры. Альфа-форма плутония имеет низкосимметричную моноклинную структуру (кристаллическая структура фаз, которые существуют при комнатных температурах, является низкосимметричной, что более характерно для минералов, чем для металлов), отсюда становится ясным, что она является прочной и плохо проводящей электрический ток модификацией. В данной форме плутоний очень хрупок, однако имеет самую высокую плотность из всех аллотропных модификаций. Фазы плутония характеризуются резким изменением механических свойств — от совершенно хрупкого до пластичного металла.
Плутоний в δ-форме обычно существует при значениях температуры от 310 ℃ до 452 ℃, однако может быть стабилен и при комнатной температуре, если его сплав легирован галлием, алюминием или церием. Сплав плутония с небольшим количеством одного или нескольких этих металлов может быть использован при сварке. Дельта-форма имеет свойства, более схожие с характеристиками многих металлов, а по прочности и ковкости сравнима с алюминием.
В ядерном оружии ударная волна имеет сферическую форму, образованную взрывными линзами. Для одновременной детонации обычной химической взрывчатки применяется детонационная разводка, которая используется для равномерного обжатия плутониевого «ядра». Его свойством которого становится резкое увеличение плотности вследствие перехода плутония в другую аллотропную модификацию при ударном сжатии, что позволяет достичь критической массы плутония.
У плутония в ε-форме наблюдается аномально высокий показатель атомной самодиффузии.
Плутоний начинает уменьшаться в объёме, когда переходит в δ и δ’-фазы, что объясняется отрицательным коэффициентом термического расширения.

### Соединения и химические свойства

Изученный ионный и металлический радиусы для плутония.

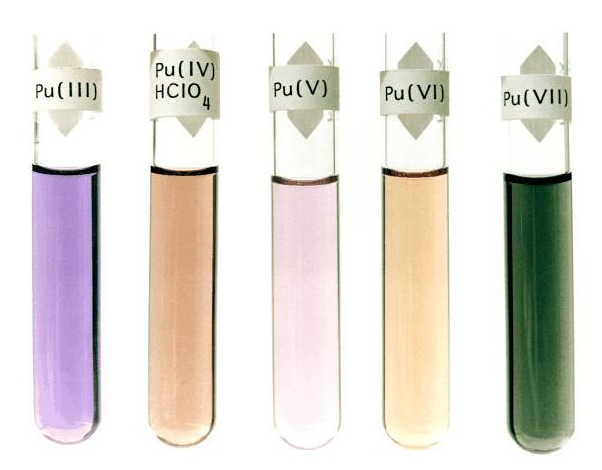
Различные степени окисления плутония в водных растворах.

Актиноиды имеют схожие между собой химические свойства. Меньше всего степеней окисления имеют первые два актиноида и актиний (разброс значений от +3 до +5), далее эти значения увеличиваются и достигают своего пика у плутония и нептуния, затем, после америция, это число опять уменьшается. Данное свойство можно объяснить сложностью поведения электронов у ядер f-элементов. В 1944 году Гленном Сиборгом была выдвинута гипотеза об актиноидном сжатии, которая предполагает постепенное уменьшение радиусов ионов актиноидов (это же характерно и для лантаноидов). До её выдвижения первые актиноиды (торий, протактиний и уран) относили к элементам 4, 5 и 6-й групп соответственно.
Плутоний является химически активным металлом. В 1967 году советские учёные установили, что высшая степень окисления нептуния и плутония не +6, а +7. Для этого учёным пришлось окислять озоном PuO22+ в щелочной среде. Плутоний проявляет четыре степени окисления в водных растворах и одну очень редкую:
- PuIII, в качестве Pu3+ (светло-фиолетовый);
- PuIV, в качестве Pu4+ (шоколадный);
- PuV, в качестве PuO2+ (светлый)[~ 12];
- PuVI, в качестве PuO22+ (светло-оранжевый);
- PuVII, в качестве PuO53− (зелёный) — также присутствуют семивалентные ионы.

Цвета водных растворов плутония зависят от степени окисления и солей кислот. В них плутоний может находиться сразу в нескольких степенях окисления, что объясняется близостью его редокс-потенциалов, что, в свою очередь, объясняется наличием 5f-электронов, которые расположены на локализованной и делокализованной зоне электронной орбитали. При pH 5—8 доминирует плутоний в степени окисления +4, который наиболее устойчив среди остальных степеней окисления.
Металлический плутоний образуется благодаря реакции его тетрафторида с барием, кальцием или литием при температуре 1200 ℃:
{\displaystyle \mathrm {PuF_{4}+2Ca{\xrightarrow {1200^{\circ }C}}Pu+2CaF_{2}} }
Он реагирует с кислотами, кислородом и их парами, но только не с щелочами (в растворах которых заметно не растворяется, как и большинство актиноидов). Быстро растворяется в хлороводороде, иодоводороде, бромоводороде, 72 % хлорной кислоте, 85 % ортофосфорной кислоте, концентрированной трихлоруксусной кислоте, сульфаминовой кислоте и кипящей концентрированной азотной кислоте. Плутоний практически не реагирует с концентрированными серной и уксусной кислотами, но в их водных растворах медленно растворяется, то есть реагирует и образует соответствующие соли. При температуре 135 ℃ металл самовоспламеняется на воздухе в результате реакции с кислородом, а если его поместить в атмосферу тетрахлорметана, то может произойти взрыв даже при комнатной температуре.
Во влажном кислороде металл быстро окисляется, образуя оксиды, гидроксиды и гидриды. Металлический плутоний реагирует с большинством газов при повышенных температурах. Если металл достаточно долго подвергается воздействию малых количеств влажного воздуха, то на его поверхности образуется диоксид плутония. Кроме того, может образоваться и его дигидрид, но только при недостатке кислорода. Ионы плутония во всех степенях окисления склонны к гидролизу и комплексообразованию. Способность образовывать комплексные соединения увеличивается в ряду Pu5+ < Pu6+ < Pu3+ < Pu4+ .
При комнатной температуре свежий срез плутония имеет серебристый цвет, который затем тускнеет до серого. Благодаря тому, что поверхность плутония при свежем срезе не покрыта слоем оксидов, пассивирующим металл, он становится пирофорным, то есть способным к самовозгоранию, поэтому металлический плутоний, как правило, обрабатывается в инертной атмосфере аргона или азота. Расплавленный металл должен храниться в вакууме, либо в атмосфере инертного газа, чтобы избежать реакции с кислородом.
Плутоний обратимо реагирует с чистым водородом, образуя гидрид плутония при температурах 25—50 ℃. Кроме того, он легко взаимодействует с кислородом, образуя монооксид и диоксид плутония, а также оксиды (но не только их, см. раздел ниже) переменного состава (бертоллиды). Образование оксидов плутония может приводить к растрескиванию металла, поскольку они имеют на 40 % больший удельный объём по сравнению с исходным металлом. Металлический плутоний энергично реагирует с галогеноводородами и галогенами, в соединениях с которыми обычно проявляет степень окисления +3, однако известны галогениды состава PuF4 и PuCl4. При реакции с углеродом образует его карбид (PuC), с азотом — нитрид (при 900 ℃), с кремнием — силицид (PuSi2). Карбид, нитрид, диоксид плутония имеют температуру плавления больше 2000 ℃, и потому могут применяться в качестве ядерного топлива.
Тигли, используемые для хранения плутония, должны выдерживать его сильные восстановительные свойства. Тугоплавкие металлы, такие, как тантал и вольфрам, наряду с более стабильными оксидами, боридами, карбидами, нитридами и силицидами, также могут позволить хранить плутоний без реакции с ним. Плавка в электродуговой печи может быть использована для получения малых количеств металла без применения тиглей.
Четырёхвалентный церий применяется в качестве химического симулянта плутония(IV).

#### Электронная структура: 5f-электроны
Плутоний является элементом, в котором 5f-электроны переходят из делокализованного состояния в локализованное, поэтому данный элемент считается одним из самых трудных элементов для изучения. Аналогично нептунию в высоких степенях окисления (Pu(VI) в виде PuO22+), проявляет способность к проявлению катион-катионных взаимодействий.
Аномальное поведение плутония обусловлено его электронной структурой. Энергетическая разница между 6d и 5f-электронными подуровнями очень мала. Размеров 5f-оболочки вполне достаточно для того, чтобы они формировали атомную решётку между собой; это происходит на самой границе между локализованными и спаренными электронами. Близость электронных подуровней приводит к формированию низкоэнергетической электронной конфигурации, с примерно одинаковыми уровнями энергии. Это приводит к формированию 5fn7s2 и 5fn−17s26d1 электронных оболочек, что приводит к сложности его химических свойств. 5f-электроны участвуют в формировании ковалентных связей и комплексных соединений у плутония.

## Нахождение в природе

### Природный плутоний

Распространение следующих после урана элементов резко падает.

Незначительные количества, по крайней мере, двух изотопов плутония (239Pu и 244Pu) найдены в природе.
В урановых рудах в результате захвата нейтронов ядрами урана-238 образуется уран-239, который испытывает бета-распад в нептуний-239. В результате следующего β-распада возникает природный плутоний-239. Происходит следующая ядерная реакция:
{\displaystyle \mathrm {^{238}_{\ 92}U\ +\ _{0}^{1}n\ {\xrightarrow {\gamma }}\ _{\ 92}^{239}U\ {\xrightarrow[{23,5\ \mathrm {min} }]{\beta ^{-}}}\ _{\ 93}^{239}Np\ {\xrightarrow[{2,3565\ \mathrm {d} }]{\beta ^{-}}}\ _{\ 94}^{239}Pu} }
По этой же реакции плутоний-239 синтезируется в промышленных масштабах (см. изотопы и синтез). Однако в природе плутоний образуется в таких микроскопических количествах (самое большое отношение 239Pu/238U составляет 1,5⋅10−11), что о его добыче из урановых руд не может быть и речи. В среднем содержание 239Pu примерно в 400 тыс. раз меньше, чем радия. Так, малые количества плутония-239 — триллионная доля — были найдены в урановых рудах в природном ядерном реакторе в Окло, Габон. Отношение плутония к урану, разработка руд которого планируется на 2013 год в шахте Cigar Lake, составляет примерно от 2,4⋅10−12 до 4,4⋅10−11.
Благодаря масс-спектрометрическим измерениям в докембрийском бастнезите было установлено также наличие другого изотопа, плутония-244. Он имеет самый большой среди изотопов плутония период полураспада — примерно 80 млн лет, но, несмотря на это, его содержание меньше, чем плутония-239, поскольку он не образуется в природных реакциях в земной коре, а только распадается. Этот изотоп является примордиальным, то есть дожил до нашего времени со времён, предшествовавших образованию Солнечной системы (4,567 млрд лет назад). За прошедшие 57 периодов полураспада осталась лишь очень небольшая часть от первоначального количества атомов 244Pu, примерно 6,5⋅10−18. Однако повторение эксперимента в 2012 году не привело к положительному результату. Тем не менее, в 2015 году плутоний-244 был обнаружен в метеоритах.
Поскольку относительно долгоживущий изотоп плутоний-240 находится в цепочке распада примордиального плутония-244, то он также присутствует в природе, возникая после альфа-распада 244Pu и двух последующих бета-распадов короткоживущих промежуточных ядер. Однако время жизни 240Pu на 4 порядка меньше времени жизни материнского ядра, поэтому и его природное содержание тоже примерно в 104 раз меньше, чем плутония-244.
Очень небольшие количества плутония-238 должны содержаться в урановых рудах как продукт весьма редкого двойного бета-распада урана-238, открытого в 1991 году.
Таким образом, в земной коре существует 4 природных изотопа плутония: 238Pu, 239Pu, 240Pu и 244Pu, из которых первые три — радиогенные, а четвёртый присутствует как нуклид межзвёздного происхождения и, возможно, как примордиальный нуклид. Однако экспериментально в природе наблюдались лишь 239Pu и 244Pu. Впервые природный плутоний был выделен в 1948 году из урановой смоляной руды Г. Т. Сиборгом и М. Перлманом.

### Техногенный плутоний
Минимальные количества плутония гипотетически могут находиться в человеческом организме, учитывая, что в мире было проведено около 550 ядерных испытаний, так или иначе связанных с плутонием. Большинство подводных и воздушных ядерных испытаний было прекращено благодаря договору о запрещении ядерных испытаний, который был подписан в 1963 году и ратифицирован СССР, США, Великобританией и другими государствами. Некоторые государства продолжили ядерные испытания.
Именно потому, что плутоний-239 был синтезирован специально для ядерных испытаний, на сегодняшний день он является самым распространённым и часто используемым синтезированным нуклидом из всех изотопов плутония.

## Изотопы
Открытие изотопов плутония началось с 1940 года, когда был получен плутоний-238. В настоящее время он считается одним из важнейших нуклидов. Годом позднее был открыт самый важный нуклид — плутоний-239, впоследствии нашедший своё применение в ядерной и космической технологиях. Химический элемент является актиноидом, один из его изотопов, плутоний-239, входит в основную тройку делящихся изотопов (уран-233 и уран-235 являются остальными двумя). Как и изотопы всех актиноидов, все изотопы плутония являются радиоактивными.
Наиболее важные ядерные свойства нуклидов плутония перечислены в таблице:
| Ядерные свойства изотопов плутония | Ядерные свойства изотопов плутония | Ядерные свойства изотопов плутония | Ядерные свойства изотопов плутония               | Ядерные свойства изотопов плутония |
| ---------------------------------- | ---------------------------------- | ---------------------------------- | ------------------------------------------------ | ---------------------------------- |
| Массовое число                     | Период полураспада                 | Тип распада                        | Основное излучение, МэВ (выход, в %)             | Способ получения                   |
| 228                                | 1,1 с                              | α ≈ 100 % β+ < 0,1                 | 7,950                                            |                                    |
| 229                                | > 2⋅10−5 с                         | α                                  | 7,590                                            |                                    |
| 230                                | 1,7 мин                            | α ≤ 100 %                          | 7,175                                            |                                    |
| 231                                | 8,6 мин                            | β+ ≤ 99,8 % α ≥ 0,2 %              | 4,007                                            |                                    |
| 232                                | 34 мин                             | ЭЗ ≥ 80 % α ≤ 20 %                 | α 6,60 (62 %) 6,54 (38 %)                        | 233 92U(α,5n)                      |
| 233                                | 20,9 мин                           | ЭЗ 99,88 % α 0,12 %                | α 6,30 γ 0,235                                   | 233 92U(α,4n)                      |
| 234                                | 8,8 ч                              | ЭЗ 94 % α 6 %                      | α 6,202 (68 %) 6,151 (32 %)                      | 235 92U(α,3n)                      |
| 235                                | 25,6 мин                           | ЭЗ > 99 % α 3⋅10−3 %               | α 5,85 γ 0,049                                   | 235 92U(α,4n) 233 92U(α,2n)        |
| 236                                | 2,85 лет 3,5⋅109 лет               | α СД                               | α 5,768 (69 %) 5,721 (31 %)                      | 235 92U(α,3n) Доч. 236 93Np        |
| 237                                | 45,4 сут                           | ЭЗ > 99 % α 3,3⋅10−3 %             | α 5,65 (21 %) 5,36 (79 %)                        | 235 92U(α,2n) 237 93Np(d,2n)       |
| 238                                | 87,74 лет 4,8⋅1010 лет             | α СД                               | α 5,499 (70,9 %) 5,457 (29 %)                    | Доч. 242 96Cm Доч. 238 93Np        |
| 239                                | 2,41⋅104 лет 5,5⋅1015 лет          | α СД                               | α 5,155 (73,3 %) 5,143 (15,1 %) γ 0,129          | Доч. 239 93Np Захват нейтронов     |
| 240                                | 6,563⋅103 лет 1,34⋅1011 лет        | α СД                               | α 5,168 (72,8 %) 5,123 (27,1 %)                  | Многократный захват нейтронов      |
| 241                                | 14,4 года                          | β− > 99 % α 2,41⋅10−3 %            | α 4,896 (83,2 %) 4,853 (21,1 %) β− 0,021 γ 0,149 | Многократный захват нейтронов      |
| 242                                | 3,76⋅105 лет 6,8⋅1010 лет          | α СД                               | α 4,901 (74 %) 4,857 (26 %)                      | Многократный захват нейтронов      |
| 243                                | 4,956 ч                            | β−                                 | β− 0,58 γ 0,084                                  | Многократный захват нейтронов      |
| 244                                | 8,26⋅107 лет 6,6⋅1010 лет          | α СД                               | α 4,589 (81 %) 4,546 (19 %)                      | Многократный захват нейтронов      |
| 245                                | 10,5 ч                             | β−                                 | β− 1,28 γ 0,327                                  | 244 94Pu(n,γ)                      |
| 246                                | 10,85 сут                          | β−                                 | β− 0,384 γ 0,224                                 | 245 94Pu(n,γ)                      |

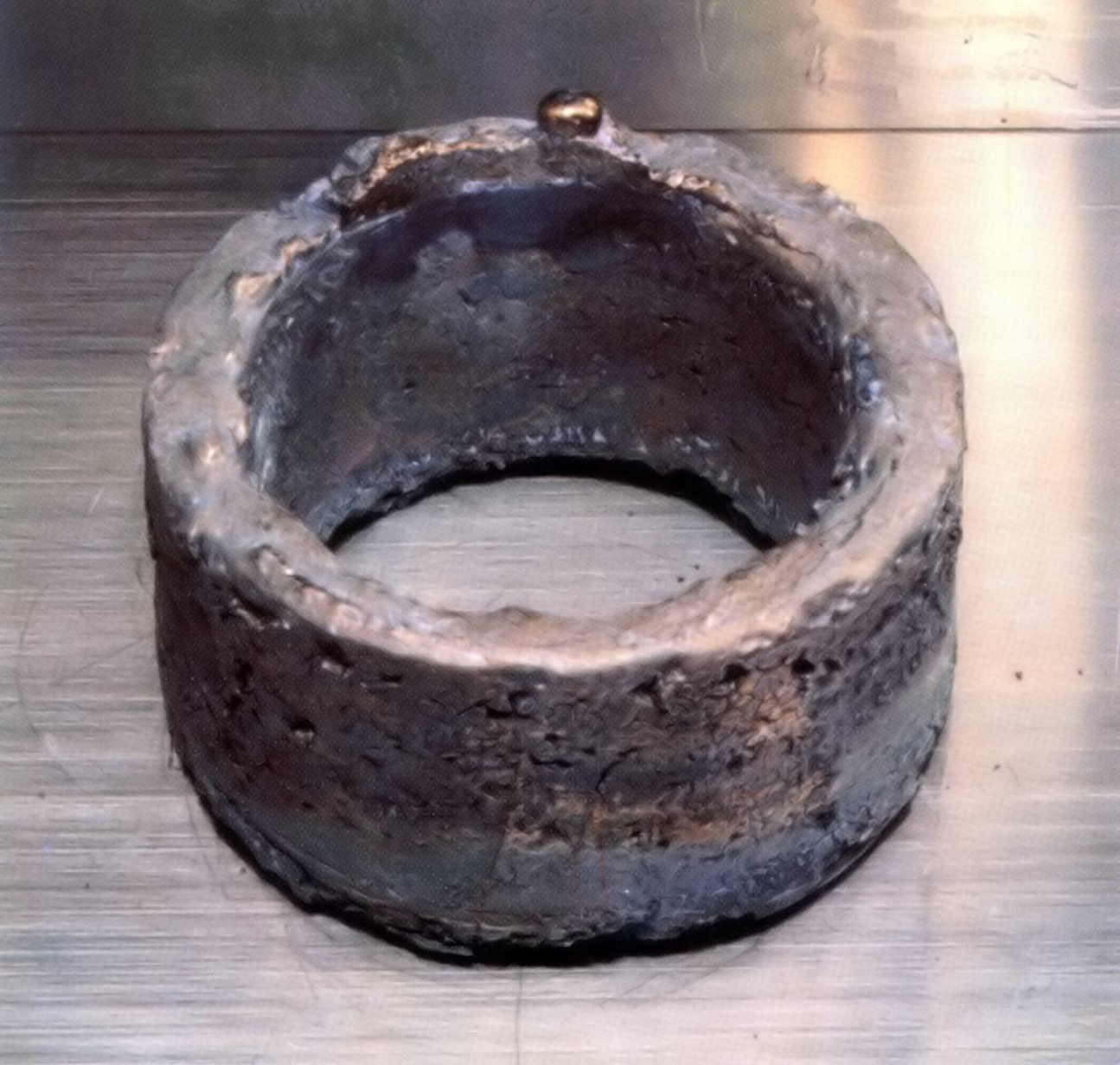
Кольцо чистого, электрорафинированного оружейного плутония (99,9 %).

Из изотопов плутония на данный момент известно о существовании его 19 нуклидов с массовыми числами 228—247. Только 4 из них нашли своё применение. Свойства изотопов имеют некоторую характерную особенность, по которой можно судить об их дальнейшем изучении — чётные изотопы имеют бо́льшие периоды полураспада, чем нечётные (однако данное предположение относится только к менее важным его нуклидам).
Министерство энергетики США делит смеси плутония на три вида:
1. оружейный плутоний (содержание 240Pu в 239Pu менее 7 %);
2. топливный плутоний (от 7 до 18 % 240Pu);
3. реакторный плутоний (содержание 240Pu более 18 %).

Термин «сверхчистый плутоний» используется для описания смеси изотопов плутония, в которых содержатся 2—3 % 240Pu.
Всего два изотопа этого элемента (239Pu и 241Pu) являются более способными к ядерному делению, нежели остальные; более того, это единственные изотопы, которые подвергаются ядерному делению при действии тепловых нейтронов. Среди продуктов взрыва термоядерных бомб обнаружены также 247Рu и 255Рu, периоды полураспада которых несоизмеримо малы.

### Изотопы и синтез

Методы экстракции плутония и урана.

Известны около 20 изотопов плутония, все они радиоактивны. Самым долгоживущим из них является плутоний-244, с периодом полураспада 80,8 млн лет; плутоний-242 имеет более короткий период полураспада — 372 300 лет; плутоний-239 — 24 110 лет. Все остальные изотопы имеют период полураспада меньше 7 тыс. лет. Этот элемент имеет 8 метастабильных состояний, периоды полураспада этих изомеров не превышают одной секунды.
Массовое число известных изотопов элемента варьируется от 228 до 247. Все они испытывают один или несколько типов радиоактивного распада:
- электронный захват (и, при достаточной энергии, позитронный бета-распад) с образованием изотопов нептуния;
- бета-минус-распад с образованием изотопов америция;
- альфа-распад с образованием изотопов урана;
- спонтанное деление с образованием широкого спектра дочерних изотопов элементов из средней части периодической таблицы, многие из которых β−-активны.

Основным каналом распада наиболее лёгких изотопов плутония (с 228 по 231) является альфа-распад, хотя канал электронного захвата у них также существует. Основным каналом распада лёгких изотопов плутония (с 232 по 235 включительно) является электронный захват, с ним конкурирует альфа-распад. Основными каналами радиоактивного распада изотопов с массовыми числами между 236 и 244 (кроме 237, 241 и 243) являются альфа-распад и (с меньшей вероятностью) спонтанное деление. Основным каналом распада изотопов плутония, массовые числа которых превосходят 244 (а также 243Pu и 241Pu), является β−-распад с появлением изотопов америция (95 протонов). Плутоний-241 является членом «вымершего» радиоактивного ряда нептуния.
Бета-стабильными (то есть испытывающими лишь распады с изменением массового числа) являются изотопы с массовыми числами 236, 238, 239, 240, 242 и 244.

### Синтез плутония
Плутоний в промышленных масштабах получается двумя путями:
1. облучением урана (см. реакцию ниже), содержащегося в ядерных реакторах;
2. облучением в реакторах трансурановых элементов, выделенных из отработанного топлива.

После облучения в обоих случаях выполняется отделение химическими способами плутония от урана, трансурановых элементов и продуктов деления.

#### Плутоний-238
Плутоний-238, использующийся в радиоизотопных генераторах энергии, лабораторно может синтезироваться в обменной (d, 2n)-реакции на уране-238:
{\displaystyle \mathrm {^{238}_{\ 92}U\ +\ _{1}^{2}D\ \longrightarrow \ _{\ 93}^{238}Np\ +\ 2\ _{0}^{1}n~;\quad _{\ 93}^{238}Np\ {\xrightarrow[{2.117\ d}]{\beta ^{-}}}\ _{\ 94}^{238}Pu} }
В данном процессе дейтрон попадает в ядро урана-238, в результате чего образуется нептуний-238 и два нейтрона. Далее нептуний-238 испытывает β−-распад в плутоний-238. Именно в этой реакции был впервые получен плутоний (1941, Сиборг). Однако этот процесс экономически затратен. В промышленности плутоний-238 получают двумя путями:
- выделением из облучённого ядерного топлива (в смеси с другими изотопами плутония, разделение которых очень дорого), поэтому чистый плутоний-238 таким методом не нарабатывается;
- с помощью нейтронного облучения в реакторах нептуния-237.

Цена одного килограмма плутония-238 составляет примерно 1 млн долларов США.

#### Плутоний-239
Плутоний-239, делящийся изотоп, используемый в ядерном оружии и в ядерной энергетике, промышленно синтезируется в ядерных реакторах (в том числе в энергетических как побочный продукт) с помощью следующей реакции при участии ядер урана и нейтронов с помощью β−-распада и с участием изотопов нептуния как промежуточного продукта распада:
{\displaystyle \mathrm {^{238}_{\ 92}U\ +\ _{0}^{1}n\ {\xrightarrow {\gamma }}\ _{\ 92}^{239}U\ {\xrightarrow[{23.5\ min}]{\beta ^{-}}}\ _{\ 93}^{239}Np\ {\xrightarrow[{2.3565\ d}]{\beta ^{-}}}\ _{\ 94}^{239}Pu} }
Нейтроны, излучаемые при делении урана-235, захватываются ураном-238 с образованием урана-239; затем, через цепочку двух β−-распадов, образуются нептуний-239, а далее — плутоний-239. Сотрудники засекреченной британской группы Tube Alloys, которые занимались изучением плутония во время Второй мировой войны, предсказали существование данной реакции в 1940 году.

#### Тяжёлые изотопы плутония

Ядерные циклы, позволяющие получать более тяжёлые изотопы плутония.

Более тяжёлые изотопы нарабатываются в реакторах из 239Pu по цепочке последовательных нейтронных захватов, каждый из которых увеличивает массовое число нуклида на единицу.

### Свойства некоторых изотопов
Изотопы плутония претерпевают радиоактивный распад, вследствие которого испускается поток заряженных частиц, при торможении которых выделяется тепло. Разные изотопы выделяют разное количество теплоты в расчёте на единицу массы. Тепловыделение обычно выражается в пересчёте на Вт/кг или мВт/кг. В случаях, когда плутоний присутствует в больших количествах и отведение тепла затруднено, тепловая энергия может расплавить содержащий плутоний материал.
Все изотопы плутония способны к ядерному делению (при воздействии нейтрона) и излучают γ-частицы.
| Выделение тепла изотопами плутония | Выделение тепла изотопами плутония          | Выделение тепла изотопами плутония | Выделение тепла изотопами плутония | Выделение тепла изотопами плутония    | Выделение тепла изотопами плутония |
| ---------------------------------- | ------------------------------------------- | ---------------------------------- | ---------------------------------- | ------------------------------------- | --- |
| Изотоп                             | Тип распада                                 | Период полураспада (в годах)       | Тепловыделение (Вт/кг)             | Спонтанное деление нейтроны (1/(г·с)) | Комментарий |
| 238Pu                              | α-распад в 234U                             | 87,74                              | 560                                | 2600                                  | Очень высокое удельное тепловыделение. Даже в небольших количествах может привести к саморазогреву. Используется в РИТЭГ.                                                                |
| 239Pu                              | α-распад в 235U                             | 24 100                             | 1,9                                | 0,022                                 | Основной ядерный продукт. |
| 240Pu                              | α-распад в 236U, а также спонтанное деление | 6560                               | 6,8                                | 910                                   | Является основной примесью в плутонии-239. Высокий показатель спонтанного деления не позволяет использовать плутоний для изготовления ядерного оружия при содержании Pu-240 более 6—7 %. |
| 241Pu                              | β−-распад в 241Am                           | 14,4                               | 4,2                                | 0,049                                 | Распадается до америция-241; его накопление приводит к высокому тепловыделению (так называемое старение оружейного плутония).                                                            |
| 242Pu                              | α-распад в 238U                             | 376 000                            | 0,1                                | 1700                                  | — |

| Критические массы некоторых изотопов актиноидов | Критические массы некоторых изотопов актиноидов | Критические массы некоторых изотопов актиноидов | Критические массы некоторых изотопов актиноидов |
| ----------------------------------------------- | ----------------------------------------------- | ----------------------------------------------- | ----------------------------------------------- |
| Нуклид                                          | Критическая масса, кг                           | Диаметр, см                                     | Источник                                        |
| Уран-233                                        | 15                                              | 11                                              | [ 145 ]                                         |
| Уран-235                                        | 52                                              | 17                                              | [ 145 ]                                         |
| Нептуний-236                                    | 7                                               | 8,7                                             | [ 146 ]                                         |
| Нептуний-237                                    | 60                                              | 18                                              | [ 147 ]                                         |
| Плутоний-238                                    | 9,04—10,07                                      | 9,5—9,9                                         | [ 148 ]                                         |
| Плутоний-239                                    | 10                                              | 9,9                                             | [ 145 ] [ 148 ]                                 |
| Плутоний-240                                    | 40                                              | 15                                              | [ 145 ]                                         |
| Плутоний-241                                    | 12                                              | 10,5                                            | [ 149 ]                                         |
| Плутоний-242                                    | 75—100                                          | 19—21                                           | [ 149 ]                                         |

Плутоний-236 был найден в плутониевой фракции, полученной из природного урана, при измерении радиоизлучения которой наблюдался пробег α-частиц, равный 4,35 см (что соответствует 5,75 МэВ). Было установлено, что данная группа относилась к изотопу 236Pu, образующемуся благодаря реакции 235U(α,3n)236Pu. Позднее было обнаружено, что возможны такие реакции, как: 237Np(a, p4n)236Pu; 237Np(α,5n)236Am → (ЭЗ) 236Pu. В настоящее время его получают благодаря взаимодействию дейтрона с ядром урана-235. Изотоп образуется благодаря α-излучателю 240
96Cm (T½ 27 суток) и β-излучателя 236
93Np (T½ 22 часа). Плутоний-236 является альфа-излучателем, способным к спонтанному делению. Скорость самопроизвольного деления составляет 5,8⋅107 делений на 1 г/ч, что соответствует периоду полураспада для этого процесса — 3,5⋅109 лет.
Плутоний-238 имеет интенсивность самопроизвольного деления 1,1⋅106 делений/(с·кг), что в 2,6 раза больше 240Pu, и очень высокое удельное тепловыделение: 567 Вт/кг. Изотоп излучает очень мощный поток альфа-излучения (при воздействии на него нейтронов), которое в 283 раза сильнее 239Pu, что делает его более серьёзным источником нейтронов при реакции α → n. Содержание плутония-238 редко когда превышает 1 % от общего состава плутония, однако излучение нейтронов и нагрев делают его очень неудобным для обращения. Его удельная радиоактивность составляет 17,1 Ки/г.
Плутоний-239 имеет бо́льшие сечения рассеивания и поглощения, чем уран, и большее число нейтронов в расчёте на одно деление, и меньшую критическую массу, которая составляет 10 кг в альфа-модификации. При ядерном распаде атома плутония-239 посредством воздействия на него нейтронами нуклид распадается на два осколка (близкие по атомной массе более лёгкие атомы), выделяя примерно 200 МэВ энергии. Это приблизительно в 50 млн раз больше выделяемой при горении углерода энергии. «Сгорая» в ядерном реакторе, изотоп выделяет 2⋅107 ккал/г. Чистый 239Pu имеет среднюю величину испускания нейтронов от спонтанного деления примерно 30 нейтронов/с·кг (примерно 10 делений в секунду на килограмм). Тепловая мощность составляет 1,92 Вт/кг (для сравнения: теплота обмена веществ у взрослого человека составляет меньшую тепловую мощность), что делает его тёплым на ощупь. Удельная активность равна 61,5 мКи/г.
Плутоний-240 является основным изотопом, загрязняющим оружейный плутоний. Уровень его содержания главным образом важен из-за интенсивности спонтанного деления, которая составляет 415 000 делений/с·кг, но испускается примерно 1⋅106 нейтронов/(с·кг), так как каждое деление рождает приблизительно 2,2 нейтрона, что примерно в 30 000 раз больше, чем у 239Pu. Плутоний-240 хорошо делится, чуть лучше, чем 235U. Тепловыделение этого процесса больше, чем у плутония-239 и составляет 7,1 Вт/кг, что обостряет проблему перегрева. Удельная радиоактивность равна 227 мКи/г.
Плутоний-241 имеет низкий нейтронный фон и умеренную тепловую мощность и потому непосредственно не влияет на удобство применения плутония (тепловыделение равно 3,4 Вт/кг). Однако он с периодом полураспада 14 лет превращается в америций-241, который плохо делится и обладает большой тепловой мощностью, ухудшая качество оружейного плутония. Таким образом, плутоний-241 влияет на старение оружейного плутония. Удельная активность — 106 Ки/г.
Интенсивность испускания нейтронов плутония-242 составляет 840 000 делений/(с·кг) (вдвое выше 240Pu), плохо подвержен ядерному делению. При заметной концентрации серьёзно увеличивает требуемую критическую массу и нейтронный фон. Имея относительно долгий период полураспада и маленькое сечение захвата, нуклид накапливается в переработанном реакторном топливе. Удельная радиоактивность составляет 4 мКи/г.

## Сплавы
Сплавы плутония, или интерметаллические соединения, обычно получают прямым взаимодействием элементов в нужных отношениях. В большинстве случаев для получения гомогенного вещества применяют дуговую плавку; иногда нестабильные сплавы можно получить распылительным осаждением или охлаждением расплавов.
Легированные алюминием, галлием или железом, сплавы плутония имеют промышленное значение.
Плутоний может образовывать сплавы и промежуточные соединения с большинством металлов. Исключениями являются литий, натрий, калий и рубидий из щелочных металлов; магний, кальций, стронций и барий из щёлочноземельных металлов; европий и иттербий из РЗЭ. Частичными исключениями являются тугоплавкие металлы: хром, молибден, ниобий, тантал и вольфрам, которые растворимы в жидком плутонии, но почти нерастворимые или малорастворимые в твёрдом плутонии. Галлий, алюминий, америций, скандий и церий могут стабилизировать δ-плутоний при комнатной температуре. Кремний, индий, цинк и цирконий способны к формированию метастабильного δ-плутония (δ'-фаза) при быстром охлаждении. Большие количества гафния, гольмия и таллия иногда позволяют сохранить некоторое количество δ-плутония при комнатной температуре. Нептуний является единственным элементом, который может стабилизировать α-плутоний при высоких температурах. Титан, гафний и цирконий стабилизируют структуру β-плутония при комнатной температуре при резком охлаждении.
Сплавы плутония могут быть получены при добавлении металла в расплавленный плутоний. Если легирующий металл является достаточно сильным восстановителем, то в этом случае плутоний используется в виде оксидов или галогенидов. Сплавы δ-плутоний-галлий и плутоний-алюминий получают путём добавления фторида плутония(III) в расплавленный галлий или алюминий, который имеет особенность, заключающуюся в том, что алюминий не реагирует с высокоактивным плутонием.

### Виды сплавов
- Плутоний-галлий[англ.] — сплав, использующийся для стабилизации δ-фазы плутония, который позволяет избежать переход δ-фазы в α-фазу[104];
- Плутоний-алюминий — альтернативный сплав, по своим свойствам аналогичен сплаву Pu-Ga. Данный сплав может быть использован в качестве компонента ядерного топлива[156];
- Плутоний-галлий-кобальт (PuGaCo5) — сверхпроводниковый сплав при температуре, составляющей 18,5 К. Необычно высокая температура перехода может свидетельствовать о том, что вещества на основе плутония представляют собой новый класс сверхпроводников[117][157][14];
- Плутоний-цирконий — сплав, который иногда может быть использован в качестве ядерного топлива[158];
- Плутоний-церий и плутоний-церий-кобальт — сплавы, используемые в качестве ядерного топлива[159];
- Плутоний-уран — сплав, содержание плутония в котором примерно равно 15—30 мольных процентов. Используется в ядерных реакторах, работающих на быстрых нейтронах. Сплав имеет пирофорный характер, высокую восприимчивость к коррозии при достижении точки самовоспламенения, или способен к разложению при воздействии на него кислородом. Данный сплав требует легирования с другими металлами. Добавление алюминия, углерода или меди не сможет существенно улучшить свойства сплава; добавление циркония или сплавов железа повысят коррозионную стойкость данного сплава, однако после нескольких месяцев воздействия воздуха на легированный сплав данные качества теряются. Добавление титана и/или циркония позволит существенно повысить температуру плавления сплава[160];
- Плутоний-уран-титан и плутоний-уран-цирконий — сплавы, исследование которых предполагало его использование в качестве ядерного топлива. Добавление третьего элемента (титан и/или цирконий) в эти сплавы позволит улучшить устойчивость к коррозии, снизить возможность воспламенения, повысить пластичность, технологичность, прочность и тепловое расширение. Сплав плутоний-уран-молибден имеет наилучшую устойчивость к коррозии, так как образует на своей поверхности оксидную плёнку[160];
- Сплав торий-уран-плутоний был исследован в качестве топлива для ядерных реакторов, работающих на быстрых нейтронах[160].

## Меры предосторожности

### Токсичность
Плутоний, в зависимости от изотопного состава, обладает высокой и особо высокой радиотоксичностью. Данные свойства проявляются как следствие α-излучения, так как зачастую приходится работать с α-активными изотопами (например, 239Pu). Альфа-частицы представляют серьёзную опасность в том случае, если их источник находится в теле заражённого. При этом они повреждают окружающие ткани организма. Хотя плутоний способен излучать γ-лучи и нейтроны, которые могут проникать в тело снаружи, интенсивность этих излучений слишком мала для того, чтобы причинить вред здоровью. Разные изотопы плутония обладают разной токсичностью, например, типичный реакторный плутоний в 8—10 раз токсичнее чистого 239Pu, так как в нём преобладают нуклиды 240Pu, который является мощным источником альфа-излучения.
Плутоний — один из самых радиотоксичных элементов из всех актиноидов, однако считается отнюдь не самым опасным элементом. Если принять радиологическую токсичность 238U за единицу, этот же показатель для плутония и некоторых других элементов образует ряд:
235U (1,6) — 239Pu (5,0⋅104) — 241Am (3,2⋅106) — 90Sr (4,8⋅106) — 226Ra (3,0⋅107),
из которого следует вывод, что радий почти в тысячу раз опаснее изотопа плутония 239Pu.
При ингаляции плутоний обладает канцерогенными свойствами и способен вызвать рак лёгкого. Однако следует помнить, что при попадании с пищей 14C и 40K гораздо более канцерогенны. Тем не менее, сам по себе плутоний крайне токсичен, так как имеет свойство концентрироваться в кроветворных органах и может вызвать заболевания через много лет после его попадания в организм.
Альфа-частицы обладают относительно малой проникающей способностью: для 239Pu пробег α-частиц в воздухе составляет 3,7 см, а в мягкой биологической ткани — 43 мкм. В совокупности с высокой ионизационной способностью (образуется около 1,47⋅107 пар ионов на одну α-частицу) небольшая величина пробега обуславливает значительную величину плотности ионизации; а чем выше её плотность, тем выше воздействие на организм. В связи с тем, что α-излучение приводит к необратимым изменениям в скелете, печени, селезёнке и почках, все изотопы элемента относят к группе элементов с особо высокой радиотоксичностью (группа A токсичности). Эти изменения трудно диагностировать; они не проявляются достаточно быстро, чтобы можно было бы диагностировать попадание плутония в организм. Несмотря на малую проникающую способность альфа-излучения, плутоний-239 в условиях эксперимента оказался способен вызывать хромосомные мутации в клетках растений при контакте с живой тканью. Плутоний-238 в эксперименте по воздействию на клетки китайского хомячка оказался способен повышать частоту хромосомных аберраций и сестринских хроматидных обменов при дозе в 0,5 рад (0,005 Грей).
Плутоний склонен к образованию аэрозолей. Хотя плутоний и является металлом, он сравнительно летуч. Например, достаточно пронести его образец по комнате, чтобы допустимое содержание элемента в воздухе было превышено. Поэтому он склонен проникать в лёгкие и бронхи. Значимы два типа воздействия: острое и хроническое отравление. Если уровень облучения достаточно высок, ткани могут страдать острым отравлением, и токсическое воздействие проявляется очень быстро. Если уровень облучения мал, то проявляется накопляющийся канцерогенный эффект.
Попавшее количество элемента определяется коэффициентом всасывания, составляющим примерно 1⋅10−3. Для биологически связанного элемента коэффициент выше: 1⋅10−2, причём коэффициент всасывания возрастает в 10—100 раз для детей по сравнению со взрослыми. Плутоний может попадать в организм через раны и ссадины, путём вдыхания или заглатывания. Однако наиболее опасным путём попадания в организм является всасывание из лёгких.
Попавший в лёгкие плутоний частично оседает на поверхности бронхов, частично переходит в кровь, а затем в лимфоузлы и костный мозг. Примерно 60 % элемента попадает в костную ткань, 30 % — в печень и 10 % выводится естественным путём. Количество попавшего в организм плутония зависит от величины аэрозольных частиц и растворимости в крови.
Плутоний очень плохо всасывается через желудочно-кишечный тракт. Плутоний в четырёхвалентном состоянии в течение нескольких суток на 70—80 % отлагается в печени человека и на 10—15 % в костных тканях. Попавший в организм элемент менее ядовит, чем такие известные яды, как цианид или стрихнин. Попадание в организм всего 0,5 г плутония привело бы к смерти за несколько дней или недель за счёт острого облучения пищеварительной системы (для цианида это значение составляет 0,1 г). Вдыхание 0,1 г плутония в виде частиц оптимального размера для удержания в лёгких приведёт к смерти из-за отёка лёгких за 1—10 дней. Вдыхание 0,2 г приведёт к смерти от фиброза за один месяц. Для намного меньших величин, попавших в организм, возникает высокий риск появления хронического канцерогенного эффекта.
Самой вероятной формой попадания плутония в организм является его практически не растворимый в воде диоксид. Он применяется на некоторых АЭС в качестве компонента реакторного топлива. Следовательно, плутоний, из-за нерастворимости его оксида, имеет большие показатели полувыведения из организма.
В природе плутоний чаще всего находится в четырёхвалентном состоянии, которое по своим химическим свойствам напоминает трёхвалентное железо (Fe3+. Если он проникает в систему кровообращения, то с большой вероятностью начнёт концентрироваться в тканях, содержащих железо: костный мозг, печень, селезёнка. Организм путает плутоний с железом, следовательно, белок трансферина забирает плутоний вместо железа, в результате чего останавливается перенос кислорода в организме. Микрофаги разносят плутоний по лимфоузлам. Если 0,14 г разместятся в костях взрослого человека, то риск ухудшения иммунитета будет очень велик, и через несколько лет может развиться рак. Проведённые исследования элемента на токсичность показали, что для человека весом 70 кг смертельная доза составляет 0,22 г.
Попавший в организм плутоний выводится из него очень долго — на протяжении 50 лет из организма выведется около 80 %. Период биологического полувыведения из костной ткани составляет 80—100 лет. Получается, что его концентрация в костях живого человека практически постоянна. Период полувыведения из печени составляет 40 лет. Максимально безопасным значением количества плутония в организме для 239Pu составляет 0,047 мкКи, что эквивалентно 0,0075 г. Молоко выводит плутоний в 2—10 раз активнее воды.

### Критическая масса
Критическая масса — минимальная масса делящегося вещества, при которой в нём может происходить самоподдерживающаяся ядерная реакция деления. Если масса вещества ниже критической, то теряется слишком много нейтронов, необходимых для реакции деления, и цепная реакция затухает. При массе больше критической цепная реакция может лавинообразно ускоряться, что приводит к ядерному взрыву.
Критическая масса зависит от размеров и формы делящегося образца, так как они определяют утечку нейтронов из образца через его поверхность. Минимальную критическую массу имеет образец сферической формы, так как удельная площадь его поверхности наименьшая. Критическая масса чистого металлического плутония-239 сферической формы 11 кг (диаметр такого шара — 10 см), чистого урана-235 — 47 кг (диаметр шара — 17 см). Отражатели и замедлители нейтронов, окружающие делящееся вещество, могут существенно снизить критическую массу. Критическая масса также зависит от химического состава образца и его плотности.

### Самовоспламенение
В мелкодисперсном состоянии плутоний, как и все актиноиды, полученные в макроскопических масштабах, проявляет пирофорные свойства. Во влажной среде на поверхности плутония образуются гидриды, оксиды и гидроксиды переменного состава; реагируя с кислородом, плутоний воспламеняется даже при комнатной температуре. В результате полного окисления образовавшиеся продукты имеют объём на 70 % больше исходного металла, что может повредить содержащий его контейнер. Радиоактивность плутония является препятствием для его тушения. Песок из оксида магния — наиболее эффективный материал для тушения: он охлаждает плутоний, а также блокирует доступ кислорода. Ввиду этих свойств, плутоний следует хранить в атмосфере инертного газа с соответствующей образцу системой охлаждения (учитывая, что 100 г плутония-239 выделяют 0,2 Вт тепла только от радиоактивного распада). Элемент имеет исключительно высокую пирофорность при нагревании до 470—520 ℃.

## Методы отделения

Пьюрекс-процесс применяется для извлечения оксидов плутония, урана и нептуния высокой чистоты.

Обобщённое представление о способах отделения плутония от примесей, предшествующих элементов и их продуктов деления состоит из трёх стадий. В первой стадии отработавшие тепловыделяющие сборки демонтируются, и оболочка, содержащая отработавший плутоний и уран, удаляется физическими и химическими способами. На втором этапе извлечённое ядерное топливо растворяют в азотной кислоте. На третьем и самом комплексном этапе отделения плутония от других актинидов и продуктов деления применяют технологию, известную как «solvent process» (с англ. — «экстракция растворителем»). Трибутилфосфат обычно используется в качестве экстрагента в керосиноподобном растворителе в пьюрекс-процессе. Как правило, очищение плутония и урана происходит в несколько этапов для достижения необходимой чистоты элементов. Первоначально вышеупомянутый процесс был создан для переработки ядерного топлива реакторов, созданных для военных целей. Позднее эту технологию удалось применять и на энергетических реакторах.

## Применение
Металлический плутоний используется в ядерном оружии и служит в качестве ядерного топлива. Оксиды плутония используются в качестве энергетического источника для космической техники и находят своё применение в ТВЭЛах. Плутоний используется в элементах питания космических аппаратов. Ядра плутония-239 способны к цепной ядерной реакции при воздействии на них нейтронов, поэтому этот изотоп можно использовать как источник атомной энергии (энергия, освобождающаяся при расщеплении 1 г 239Pu, эквивалентна теплоте, выделяющейся при сгорании 4000 кг угля). Более частое использование плутония-239 в ядерных бомбах обусловлено тем, что он занимает меньший объём в сфере (где расположено ядро бомбы), чем другие ядерные заряды (например, оружейный уран), ввиду меньшей критической массы. Следовательно, ядерные заряды на основе плутония могут быть более компактными (при заданной мощности взрыва), либо более разрушительными (при заданной массе ядерного заряда). Один нуклон плутония-239 при ядерной реакции испускает в среднем около 2,895 нейтрона, в то время как один нуклон урана-235 — 2,452 нейтрона. Однако затраты на производство оружейного плутония примерно в шесть раз больше по сравнению с обогащённым ураном-235 оружейного качества.
Изотопы плутония нашли своё применение при синтезе трансплутониевых (последующих после плутония) элементов. Так, смешанный оксид плутония-242 был использован для получения изотопов флеровия путём бомбардировки их ионами кальция-48. В Ок-Риджской национальной лаборатории длительное нейтронное облучение 239Pu используется для получения 244
96Cm (в количестве 100 г), 242
96Cm, 249
97Bk, 252
98Cf и 253
99Es (в миллиграммовых количествах) и 257
100Fm (в микрограммовых количествах). За исключением 239Pu, все оставшиеся трансурановые элементы производились в прошлом в исследовательских целях. Благодаря нейтронному захвату изотопов плутония в 1944 году Гленном Т. Сиборгом и его группой был получен первый изотоп америция — 241
95Am (реакция 239Pu(2n, e)241Am). Для подтверждения того, что существует ровно 14 актиноидов (по аналогии с лантаноидами) был произведён в 1966 году в Дубне синтез ядер резерфордия (в то время имевшего название курчатовия) под руководством академика Г. Н. Флёрова:
242
94Pu + 22
10Ne → 260
104Rf + 4n.
Сплавы плутония в δ-модификации применяются при изготовлении топливных элементов, так как они обладают лучшими металлургическими свойствами по сравнению с чистым плутонием, который при нагревании претерпевает фазовые переходы.
«Сверхчистый» плутоний (смесь изотопов плутония, содержание 240Pu в которой не превышает 2—3 %) используется в ядерном оружии ВМФ США и применяется на кораблях и подводных лодках под ядерной защитой из свинца, что снижает дозовую нагрузку на команду.
Плутоний-238 и плутоний-239 являются самыми широко синтезируемыми изотопами.
- Первый ядерный заряд на основе плутония был взорван 16 июля 1945 года на полигоне Аламогордо (испытание под кодовым названием «Тринити»).

### Ядерное оружие
Плутоний очень часто применялся в ядерных бомбах. Бомба, сброшенная в 1945 году на Нагасаки, содержала в себе 6,2 кг плутония. Мощность взрыва составила 21 килотонну в тротиловом эквиваленте (взрыв оказался на 40 % мощнее, по сравнению со взрывом бомбы, сброшенной на Хиросиму). От одного только взрыва погибло 60—80 тыс. человек. По истечении 5 лет общее число погибших, с учётом умерших от лучевой болезни, рака и других долгосрочных последствий радиационного воздействия, могло достичь или даже превысить 140 000 человек.
Принцип, по которому происходил ядерный взрыв оружейного плутония, заключался в конструкции ядерной бомбы. «Ядро» бомбы состояло из сферы, наполненной плутонием-239, которая в момент столкновения с землёй сжималась до миллиона атмосфер за счёт конструкции и благодаря окружающему эту сферу взрывчатому веществу. После удара ядро расширялось в объёме и в плотности за десяток микросекунд, при этом сжимаемая сборка проскакивала критическое состояние на тепловых нейтронах и становилась существенно сверхкритической на быстрых нейтронах, то есть начиналась цепная ядерная реакция с участием нейтронов и ядер элемента. При этом следовало учитывать, что бомба не должна была взорваться преждевременно. Однако это практически невозможно, так как, чтобы сжать плутониевый шар за десяток наносекунд всего на 1 см, требуется придать веществу ускорение, в десятки триллионов раз превышающее ускорение свободного падения. При конечном взрыве ядерной бомбы температура повышается до десятков миллионов градусов. В наше время для создания полноценного ядерного заряда достаточно 8—9 кг оружейного плутония.
Всего один килограмм плутония-239 может произвести взрыв, который будет эквивалентен взрыву 20 000 т тротила. Даже 50 г элемента при делении всех ядер произведут взрыв, равный детонации 1000 тонн тротила. Данный изотоп является единственным подходящим нуклидом для применения в ядерном оружии, так как присутствие хотя бы 1 % 240Pu приводит к образованию слишком большого количества нейтронов, которые не позволят эффективно применять пушечную схему заряда ядерной бомбы. Остальные изотопы могут быть использованы в качестве оружия только как радиологические загрязнители (см. Грязная бомба).
Плутоний-240 обычно присутствует в качестве примеси в оружейном плутонии, однако если его содержание будет выше допустимого, может произойти преждевременная цепная реакция. Данный изотоп имеет высокую вероятность спонтанного деления (примерно 440 делений в секунду на грамм; высвобождается примерно 1000 нейтронов в секунду на грамм), что делает опасным его повышенное содержания в делящемся материале.
По данным телеканала Al-Jazeera, Израиль имеет около 118 боеголовок с плутонием в качестве радиоактивного вещества. Считается, что Южная Корея имеет около 40 кг плутония, количества которого достаточно для производства 6 ядерных зарядов. По оценкам МАГАТЭ в 2007 году, производимого в Иране плутония хватало на две ядерные боеголовки в год. В 2006 году Пакистан начал строительство ядерного реактора, который позволит нарабатывать около 200 кг радиоактивного элемента в год. В пересчёте на количество ядерных боеголовок, эта цифра будет составлять приблизительно 40—50 бомб.
В 1999 году между США и Казахстаном было подписано соглашение о закрытии промышленного ядерного реактора БН-350 в городе Актау, который вырабатывал электроэнергию за счёт плутония. Этот реактор был первым в мире и Казахстане опытно-промышленным реактором на быстрых нейтронах; срок его работы составил 27 лет.

#### Договор с США по ликвидации плутония
Между Россией и США на протяжении 2000-х годов было подписано несколько договоров, касающихся плутония. В 2003 году, в рамках российско-американской программы по переработке 68 тонн (по 34 тонны с каждой стороны) плутония в MOX-топливо до 2024 года, США выделили 200 миллионов долларов на строительство в Северске завода по такой переработке оружейного плутония. В 2007 году страны подписали план об утилизации Россией 34 тонны плутония, созданного для российских оружейных программ. В 2010 году был подписан протокол к договору об утилизации плутония, количества которого хватило бы на производство 17 тыс. ядерных боеголовок.
3 октября 2016 года Россия приостановила договор с США по ликвидации плутония по причине неспособности обеспечить выполнение обязательств американской стороной. Соглашение об утилизации плутония (англ. Plutonium Management and Disposition Agreement) между двумя странами было подписано 29 августа 2000 года и ратифицировано в 2011 году. Согласно договорённостям, оружейный плутоний должен был перерабатываться в оксидное топливо для использования в ядерных реакторах, а также переводиться в формы, непригодные для создания вооружений. Каждая из сторон брала обязательства по утилизации 34 тонн запасов плутония, по последним оценкам, процесс уничтожения мог бы начаться в 2018 году. Условиями возобновления программы указано множество маловероятных событий: отмена Вашингтоном всех антироссийских санкций, компенсаций ущерба, полученного в результате введений антироссийских и контрсанкций, сокращение военного присутствия США в странах НАТО. Соответствующий указ подписан 3 октября 2016 года президентом России Владимиром Путиным.

### Ядерное загрязнение
В период, когда начинались ядерные испытания (1945—1963 годы), в основе которых лежало использование зарядов на основе оружейного плутония, и когда его радиоактивные свойства только начинали изучаться, в атмосферу было выброшено свыше 5 тонн элемента. С 1970-х годов доля плутония в радиоактивном заражении атмосферы Земли начала возрастать.
В северо-западную часть Тихого океана плутоний попал в основном благодаря ядерным испытаниям. Повышенное содержание элемента объясняется проведением США ядерных испытаний на территории Маршалловых Островов в Тихоокеанском полигоне в 1950-х годах. Основное загрязнение от этих испытаний пришлось на 1960 год. Исходя из оценки учёных, нахождение плутония в Тихом океане повышено по сравнению с общим распространением ядерных материалов на Земле. По некоторым расчётам, доза облучения, исходящего от цезия-137, на атоллах Маршалловых островов составляет примерно 95 %, а на остальные 5 % приходятся изотопы стронция, америция и плутония.
Плутоний в океане переносится благодаря физическим и биогеохимическим процессам. Время нахождения плутония в поверхностных водах океана составляет от 6 до 21 года, что, как правило, короче, чем у цезия-137. В отличие от этого изотопа, плутоний является элементом, частично реагирующим с окружающей средой и образующим 1—10 % нерастворимых соединений от общей массы, попавшей в окружающую среду (у цезия это значение составляет менее 0,1 %). Плутоний в океане выпадает на дно вместе с биогенными частицами, из которых он восстанавливается в растворимые формы в результате микробного разложения. Наиболее распространёнными из его изотопов в морской среде являются плутоний-239 и плутоний-240.
В январе 1968 года американский самолёт B-52 с четырьмя зарядами ядерного оружия на борту вследствие пожара в воздухе потерпел катастрофу над территорией Гренландии. Падение самолёта вызвало детонацию химической взрывчатки в ядерных бомбах и их разрушение, в результате чего плутоний попал на лёд, создав область заражения 1,6 × 4,8 км. Для ликвидации последствий катастрофы командованием ВВС США были организованы работы по дезактивации, получившие название — проект «Хохлатый Лёд» (англ. Crested Ice). Для уменьшения урона природе было собрано примерно 1,9 млрд литров снега и льда, которые могли подвергнуться радиоактивному загрязнению. В 2008 году было высказано предположение, что один из четырёх зарядов так и не был найден, однако Датский институт международных отношений в отчёте, подготовленном по поручению министра иностранных дел Дании Пер Стиг Меллер, пришёл к выводу, что существуют неопровержимые доказательства того, что ни одна из бомб не могла остаться в рабочем или хотя бы более или менее сохранном состоянии, а утверждения об утерянной бомбе лишены фактических оснований. В качестве наиболее вероятной цели подводного поиска называется урановый сердечник второй ступени одной из бомб.
24 января 1978 года советский космический аппарат Космос-954 с ядерным источником энергии на борту при неконтролируемом сходе с орбиты упал на территорию Канады. Данное происшествие привело к попаданию в окружающую среду примерно 1 кг плутония-238 на площади около 124 000 м².
Попадание плутония в окружающую среду связано не только с техногенными происшествиями. Известны случаи утечки плутония как из лабораторий, так и из заводов. На протяжении 1953—1978 годах аварийные случаи привели к потере от 0,81 (Маяк, 15 марта 1953 года) до 10,1 кг (Томск, 13 декабря 1978 года) 239Pu. Происшествия на промышленных предприятиях суммарно привели к смерти двух человек в Лос-Аламос (21 августа 1945 года и 21 мая 1946 года) из-за двух случаев аварий и потерь 6,2 кг плутония. В городе Саров в 1953 и 1963 годах примерно 8 и 17,35 кг попало за пределы ядерного реактора. Один из них привёл к разрушению ядерного реактора в 1953 году.

Уровни радиоактивности изотопов по состоянию на апрель 1986 года.

Известен случай аварии на Чернобыльской АЭС, который произошёл 26 апреля 1986 года. В результате разрушения четвёртого энергоблока в окружающую среду было выброшено 190 тонн радиоактивных веществ на площадь около 2 200 км², в числе которых (хотя и в меньшей степени) были изотопы плутония. Восемь из 140 тонн радиоактивного топлива реактора оказались в воздухе. Загрязнённая площадь составила 160 000 км². Для ликвидации последствий были мобилизованы значительные ресурсы, более 600 тыс. человек участвовали в ликвидации последствий аварии. Суммарная активность веществ, выброшенных в окружающую среду, составила, по различным оценкам, до 14⋅1018 Бк (или 14 ЭБк), в том числе:
- 1,8 ЭБк — 131
53I;
- 0,085 ЭБк — 137
55Cs;
- 0,01 ЭБк — 90
38Sr;
- 0,003 ЭБк — изотопы плутония;
- на долю благородных газов приходилось около половины от суммарной активности.

В настоящее время большинство жителей загрязнённой зоны получает менее 1 мЗв в год сверх естественного фона.

### Источник энергии
Как известно, атомная энергия применяется для получения электроэнергии за счёт нагревания теплоносителя, который, испаряясь и образуя перегретый пар, вращает лопатки турбин электрогенераторов. Преимуществом технологии, в котором нагревание теплоносителя осуществляется за счёт ядерного деления, является отсутствие эмиссии каких-либо парниковых газов, оказывающих пагубное воздействие на окружающую среду. По состоянию за 2009 год 438 атомных станций по всему миру генерировали примерно 371,9 ГВт электроэнергии (или 13,8 % от общего объёма производства электроэнергии). Однако минусом ядерной промышленности являются образующиеся ядерные отходы, которых в мире ежегодно производится приблизительно 12 000 тонн. Проблема захоронения и переработки отработанного ядерного топлива представляет собой довольно сложную задачу. В 1982 году было подсчитано, что аккумулировано ~300 тонн плутония.

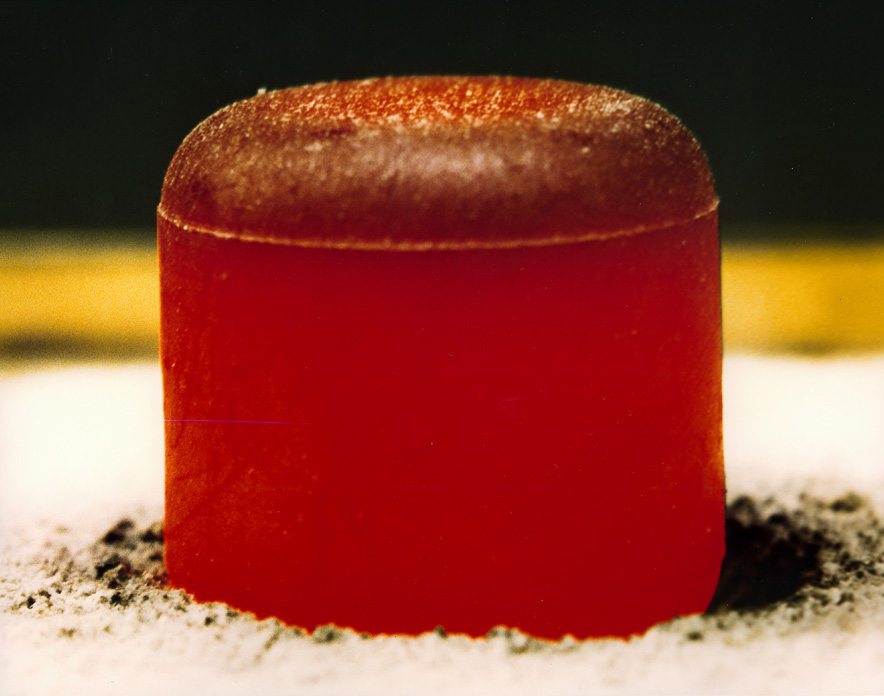
Таблетка диоксида плутония-238, нагревшаяся до красного каления под действием собственного тепловыделения.

Жёлто-коричневый порошок, состоящий из диоксида плутония, способен выдерживать нагревание до температуры 1200 ℃. Синтез соединения происходит с помощью разложения тетрагидроксида или тетранитрата плутония в атмосфере кислорода:
{\displaystyle \mathrm {Pu(NO_{3})_{4}{\xrightarrow {>1200^{\circ }C}}PuO_{2}+4NO_{2}\uparrow +O_{2}\uparrow } }.
Полученный порошок шоколадного цвета спекается и нагревается в токе влажного водорода до 1500 ℃. При этом образуются таблетки плотностью 10,5—10,7 г/см³, которые можно использовать в качестве ядерного топлива. Диоксид плутония является самым стабильным и инертным из всех оксидов плутония и посредством нагревания до высоких температур разлагается на составляющие, и потому применяется при переработке и хранении отработанного плутония, а также для дальнейшего использования как источника тепловой энергии ввиду высокого удельного тепловыделения. Один килограмм плутония, выделенного из отработанного ядерного топлива на основе плутония, выделяет дополнительно примерно 22 млн кВт·ч тепловой энергии за счёт саморазогрева под действием альфа-распада. Данное свойство позволяет использовать это тепло для получения электроэнергии с помощью термоэлектрических эффектов. Так, плутоний-236 и плутоний-238 применяется как нагревательный элемент термоэлектрических элементов, срок службы которых достигает пять и более лет. Их применяют в генераторах тока, стимулирующих работу сердца (кардиостимулятор). По состоянию на 2003 год в США было 50—100 человек, имеющих кардиостимуляторы, содержащих плутоний. Применение плутония-238 может распространиться на костюмы водолазов и космонавтов. Бериллий вместе с вышеуказанным изотопом применяется как источник нейтронного излучения.

#### Космические аппараты
В СССР было произведено несколько РИТЭГов, которые были предназначены для генерации электричества для космических аппаратов. Эти аппараты были предназначены работать с плутонием-238, который является достаточно мощным α-излучателем. После распада Советского Союза США было закуплено несколько таких аппаратов для изучения их устройства и дальнейшего применения в своих долговременных космических программах.

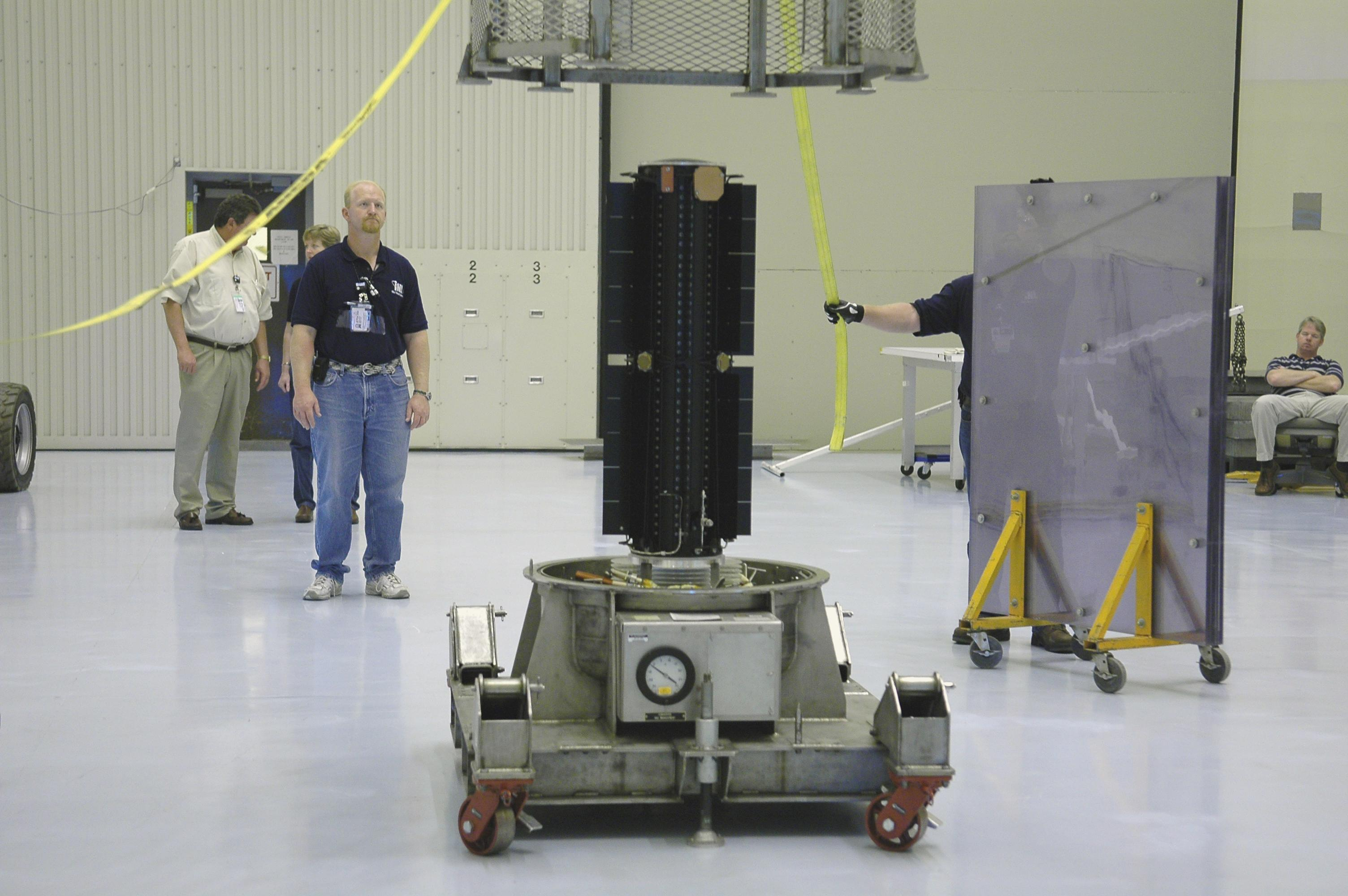
РИТЭГ зонда Новые Горизонты.

Вполне достойной заменой плутонию-238 можно было бы назвать полоний-210. Его тепловыделение составляет 140 Вт/г, а всего один грамм этого изотопа может разогреться до 500 ℃ . Однако из-за его чрезвычайно малого для космических миссий периода полураспада (140 суток) применение этого изотопа в космической отрасли сильно ограничено (например, он был использован в каждой миссии Луноходов, а также нашёл своё применение в искусственных спутниках Земли).
Плутоний-238 в 2006 году при запуске зонда New Horizons к Плутону нашёл своё применение в качестве источника питания для зонда. Радиоизотопный генератор содержал 11 кг высокочистого диоксида плутония-238, производившего в среднем 220 Вт электроэнергии на протяжении всего пути (240 Вт в начале пути и 200 Вт к концу). Высказывались опасения о неудачном запуске зонда (шанс неудачи составлял 1:350), однако он всё-таки состоялся. 14 июля 2015 года был совершён успешный пролёт Плутона. Сейчас аппарат исследует Пояс Койпера.
Зонды Галилео и Кассини были также оборудованы источниками энергии, в основе которых лежал плутоний. Марсоход Curiosity получает энергию благодаря плутонию-238. Его спуск на поверхность Марса состоялся 6 августа 2012 года. Марсоход использует Многоцелевой РИТЭГ (англ. Multi-Mission Radioisotope Thermoelectric Generator), производящий 125 Вт электрической мощности, а по истечении 14 лет — примерно 100 Вт. Для работы марсохода производится 2,5 кВт·ч энергии за счёт распада ядер (солнечная энергия составит 0,6 кВт·ч). Плутоний-238 является оптимальным источником энергии, выделяющим 0,56 Вт·г−1. Применение этого изотопа с теллуридом свинца (PbTe), который используется в качестве термоэлектрического элемента, образует очень компактный и долговременный источник электричества без каких бы то ни было движущих частей конструкции, что позволяет не увеличивать габариты космических аппаратов.

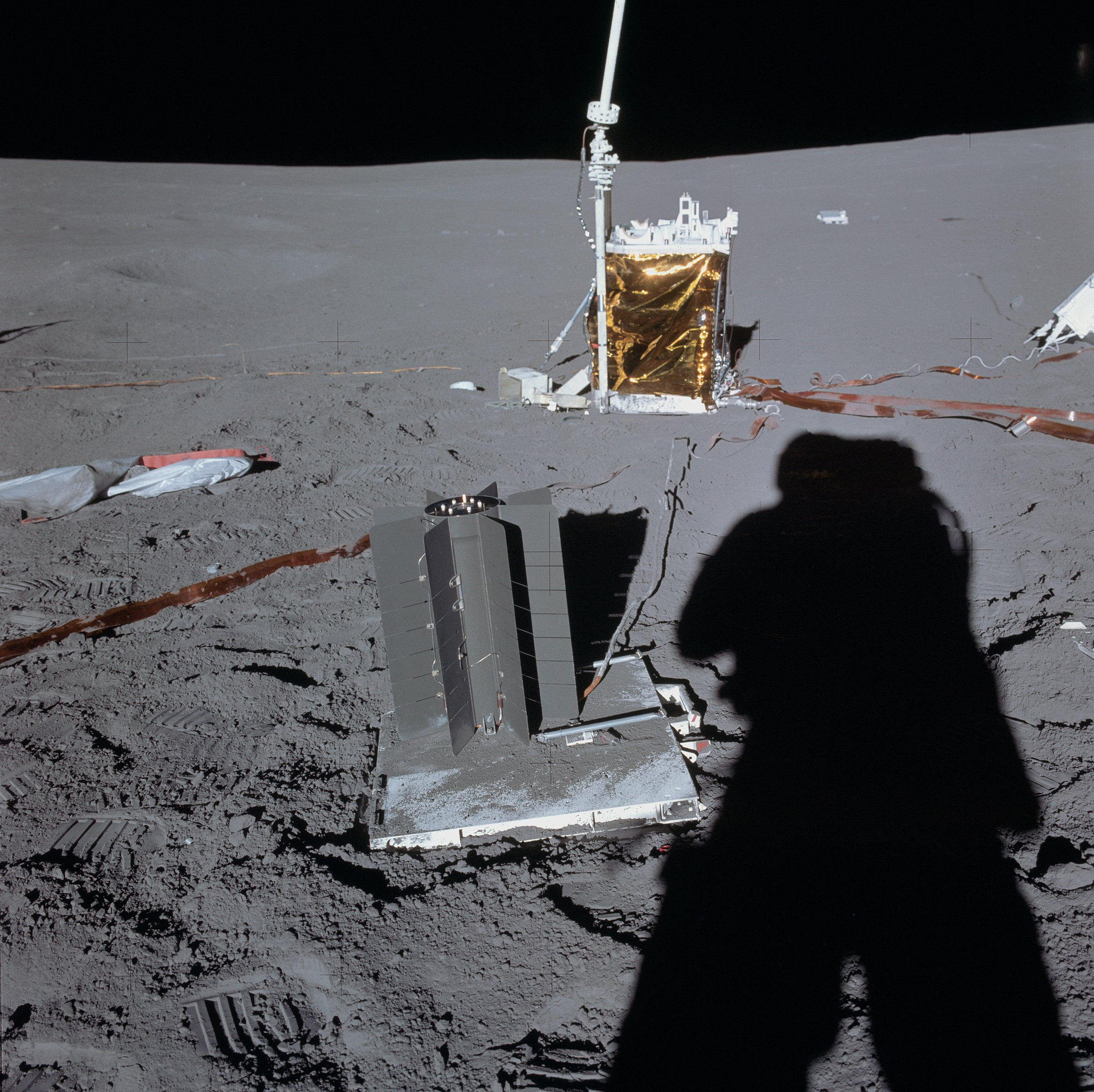
РИТЭГ SNAP-27, применявшийся в миссии Аполлон-14 (в центре).

Для будущих миссий НАСА был создан проект Усовершенствованного РИТЭГа Стирлинга (англ. Advanced Stirling radioisotope generator), который оказался бы в 4 раза эффективнее предыдущих поколений РИТЭГов. Обычный РИТЭГ преобразует 6 % тепловой энергии, выделяющейся в результате альфа-распада (8 кг 238Pu генерируют 4,4 кВт тепла, дающие аппарату 300 Вт электроэнергии), а улучшенный вариант позволил бы увеличить этот показатель до 25 % (те же 300 Вт электроэнергии вырабатывались бы из 2 кг изотопа). Космическое агентство дало начало этому проекту из-за недостатка, в частности, плутония-238 в мире.

#### На Луне
Несколько килограммов диоксида плутония-238 использовались не только на зонде Галилео, но и на некоторых космических аппаратах Аполлон. Генератор электроэнергии SNAP-27 (англ. Systems for Nuclear Auxiliary Power), тепловая и электрическая мощность которого составляла 1480 Вт и 63,5 Вт соответственно, содержал 3,735 кг диоксида плутония-238. Для уменьшения риска взрыва или иных возможных происшествий использовался бериллий в качестве термостойкого, лёгкого и прочного элемента. SNAP-27 был последним типом генераторов, использовавшихся NASA для космических миссий; предыдущие типы (1, 7, 9, 11, 19, 21 и 23) использовали другие источники электроэнергии (например, SNAP-19 был использован в миссии Пионера-10).
При проведении пассивного сейсмического эксперимента (PSEP) на Луне в миссии Аполлон-11 были использованы два радиоизотопных тепловых источника мощностью 15 Вт, которые содержали 37,6 г диоксида плутония в виде микросфер. Генератор был использован в миссиях Аполлона-12 (отмечается, что это был первый случай использования ядерной энергосистемы при полёте на Луну), 14, 15, 16, 17. Он был призван обеспечивать электроэнергией научное оборудование (англ. ALSEP), установленное на космических аппаратах. Во время миссии Аполлона-13 произошло схождение лунного модуля с траектории, в результате чего он сгорел в плотных слоях атмосферы. Внутри SNAP-27 был использован вышеупомянутый изотоп, который окружён устойчивыми к коррозии материалами и будет храниться в них ещё 870 лет.
Первый китайский луноход Юйту, запуск которого произведён 1 декабря 2013 года, использует плутоний для подзарядки своих аккумуляторов в продолжительное ночное время.
Есть вероятность использования оружейного плутония в качестве дополнительного источника энергии на космической станции, которые планируется посадить на полюсе спутника Луна-27, так как солнечного света для её потребностей будет недостаточно. Предположительно, старт аппарата Луна-27 должен быть произведён в 2027 году одной из их задач будет являться исследование грунта на южном полюсе.

#### Реакторы-размножители

Схематическое изображение реакторов-размножителей на быстрых нейтронах с жидкометаллическим теплоносителем, с интегральной и петлевой компоновкой оборудования.

Для получения плутония обычно строят реакторы-размножители («бридеры», от англ. to breed — размножать), которые позволяют нарабатывать значительные количества этого элемента. Реакторы названы именно «размножителями» потому, что с их помощью возможно получение делящегося материала в количестве, превышающем его затраты на получение.
В США строительство первых реакторов данного типа началось ещё до 1950 года, в то время как в СССР и Великобритании к их созданию приступили в начале 1950-х годов. Первые реакторы были созданы для изучения нейтронно-физических характеристик реакторов с жёстким спектром нейтронов, поэтому первые образцы должны были продемонстрировать не большие макроскопические количества, а возможность тестирования реализации технических решений, закладываемых в первые реакторы такого типа («Клементина», EBR-1, БР-1, БР-2).
Отличие реакторов-размножителей от обычных ядерных реакторов состоит в том, что нейтроны в них не замедляются, то есть отсутствует замедлитель нейтронов (например, графит). Быстрые нейтроны с некоторой вероятностью делят не только 235U, но и 238U, а также выбивают большее количество вторичных нейтронов. Это позволяет избытку нейтронов прореагировать с ураном-238 с образованием урана-239, который в дальнейшем преобразуется в плутоний-239 под действием бета-минус-распада. В таких реакторах центральная часть, содержащая диоксид плутония в обеднённом диоксиде урана, окружена оболочкой из ещё более обеднённого диоксида урана-238 (238UO2), в которой и образуется 239Pu. Используя вместе 238U и 235U, такие реакторы могут производить из природного урана энергии в 50—60 раз больше, позволяя таким образом использовать запасы наиболее пригодных для переработки урановых руд. Коэффициент воспроизводства рассчитывается отношением произведённого ядерного топлива к затраченному. Однако достижение высоких показателей воспроизводства — нелёгкая задача. ТВЭЛы в них должны охлаждаться чем-то отличным от воды, которая замедляет нейтроны, поскольку на быстрых нейтронах больше коэффициент воспроизводства. Было предложено использование жидкого натрия в качестве охлаждающего элемента. В реакторах-размножителях используют обогащённый уран-235 (более 15 % по массе), для достижения необходимого нейтронного облучения и коэффициента воспроизводства примерно 1—1,2.
В настоящее время экономически более выгодно получение урана из урановой руды, обогащённой до 3 % ураном-235, чем размножение урана в плутоний-239 с применением урана-235, обогащённого на 15 %. Проще говоря, преимуществом реакторов-размножителей является способность в процессе работы не только производить электроэнергию, но и утилизировать непригодный в качестве ядерного горючего уран-238.

### Противопожарные датчики

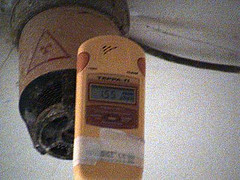
РИД-1

Плутоний-239 широко использовался в серийно выпускаемых ионизационных извещателях РИД-1, работа которых основана на эффекте ослабления ионизации воздушного межэлектродного промежутка дымом. Данные дымоизвещатели достаточно массово устанавливались в самых различных учреждениях и организациях, включаясь в систему противопожарной безопасности помещения. Дымоизвещатель состоит из двух ионизационных камер, рабочей и контрольной. В каждой камере находится источник ионизирующего излучения, содержащий изотопы плутония (главным образом плутоний-239). Принцип работы состоит в следующем: в ионизационной камере за счёт альфа-излучения плутония сопротивление ионизированного воздуха уменьшается, воздух из изолятора превращается в слабый проводник. При подаче напряжения через ионизационные камеры протекает некоторый ток. При установке дымоизвещателя путём регулировки второго источника ионизирующего излучения (в рабочей камере, открытой для внешнего воздуха) добиваются протекания такого же тока, как и во второй, контрольной (закрытой) камере. Если в процессе эксплуатации в помещении возникает пожар, и в рабочую камеру попадает дым, величина тока в рабочей камере становится отличной от контрольной. Далее это фиксируется электроникой, и срабатывает тревога.

## Стоимость плутония
Один грамм плутония-238 (используется в РИТЭГ) до 1971 года стоил около тысячи долларов США, в 2010-х годах стоимость оценивалась в 4 тысячи долларов США.
В 1992 году США договорились купить у России 30 кг плутония-238 за 6 млн долларов США (200 тыс./кг); в итоге было доставлено около 20 кг.